# Astor Piazzolla
Astor Pantaleón Piazzolla (Mar del Plata, 11 de marzo de 1921-Buenos Aires, 4 de julio de 1992) fue un bandoneonista, director de orquesta, arreglista y compositor argentino considerado uno de los músicos más importantes del siglo XX y uno de los mayores exponentes de tango en todo el mundo.
Descendiente de italianos, cuando tenía tres años, su familia se mudó a Nueva York, donde comenzó a tomar clases de música y bandoneón, interpretando piezas clásicas en el instrumento, pero no tangos. En 1934 conoció a Carlos Gardel en Manhattan, y realizó una pequeña aparición en la película El día que me quieras haciendo de canillita, fue junto a Gardel que Piazzolla tocó su primer tango en un asado que reunió a varios argentinos que estaban en la metrópoli estadounidense. Volvió a Argentina en 1937 decidido a tocar tangos y comenzó a trabajar de forma profesional tocando el bandoneón, y a fines de 1939 haciendo arreglos para la orquesta de Aníbal Troilo, al mismo tiempo comenzó a tomar clases de música con Alberto Ginastera hasta 1945, un año antes abandonó la orquesta de Troilo para emprender su propia carrera. Sin estar completamente convencido de hacer tango o música clásica, en 1954 viajó a París para estudiar con Nadia Boulanger, quien lo terminó de convencer por componer tango. Fue durante su estadía en París que grabó y editó su primer álbum de duración extendida, Sinfonía de tango, dando inicio a una extensa y frutífera carrera discográfica donde editaría alrededor de cuarenta álbumes de estudio grabados entre Argentina, Europa (por lo general Italia y Francia) y Estados Unidos. Además grabó varios álbumes en colaboración con importantes músicos, como Summit con Gerry Mulligan y The New Tango con Gary Burton, entre otros.
Sus obras revolucionaron el tango tradicional, en un nuevo estilo denominado tango de vanguardia o nuevo tango, menos bailable y pensado para la atenta escucha del mismo. Entre las innovaciones que emprendió, su tango nuevo incluyó instrumentos pocos usuales para el género, como percusión, guitarra eléctrica y vibráfono, integró elementos de la música académica y jazz tales como el contrapunto, fugas e improvisaciones jazzisticas. Si bien al comienzo de su carrera se asoció con cantores de tango como Francisco Fiorentino, eliminaría a los cantores de sus agrupaciones para hacer música meramente instrumental, aunque compuso destacables obras líricas como el emblemático tango-vals «Balada para un loco» y su ópera ligera María de Buenos Aires ambas en asociación con Horacio Ferrer. Estos cambios le acarrearon varias críticas por parte de los exponentes más ortodoxos del tango; inclusive cuando Piazzolla era arreglista de la orquesta de Troilo, algunos músicos juzgaban negativamente sus arreglos. Cuando en los años 1950 y 1960 los tangueros tradicionales —que lo consideraban «el asesino del tango»— decretaron que sus composiciones no eran tango, Piazzolla respondió con una nueva definición: «Es música contemporánea de Buenos Aires». A pesar de esto, los comentaristas seguían atacando su arte. Durante años, los tangueros y críticos musicales lo consideraron un «esnob» irrespetuoso que componía «música híbrida», con exabruptos de armonía disonante. Pero en contraposición al mito que instaló tanto la prensa como el propio Piazzolla, su música sí fue valorada por una considerable cantidad de gente: para los años 1950 hacía composiciones y arreglaba profesionalmente, y para mediados de la década de 1960 sus álbumes se vendían considerablemente bien, al punto de lograr firmar contratos discográficos en condiciones muy favorables para el músico. También trajo algunas novedades para el mercado discográfico argentino: editó el primer álbum en vivo grabado en el país, Piazzolla en el Regina en 1970, y el primer álbum doble, la banda sonora de María de Buenos Aires en 1968.
Bandoneonista virtuoso, lideró una gran variedad de conjuntos, desde la orquesta típica, sextetos, octetos, nonetos y el quinteto, cuya formación sería la más ampliamente usada durante su carrera, mientras que su celebrado Octeto electrónico abrió las puertas a la fusión del tango y el rock. Compuso también música para cerca de 40 películas. Si bien es difícil cuantificar la cantidad de piezas que compuso, ya que muchas fueron regaladas, olvidadas e incluso destruidas, el SACEM (Société des Auteurs, Compositeurs et Éditeurs de la Musique) de Francia lo categorizó como compositor inusualmente prolífico, y se estima que escribió cerca de tres mil obras. En sus últimos años de vida fue reivindicado por intelectuales, jazzistas y músicos de rock de todo el mundo, al igual que por nuevos referentes del tango, y en el siglo XXI se lo considera como uno de los músicos más importantes de la historia de su país.

## Biografía

### Primeros años
Astor Piazzolla nació el 11 de marzo de 1921 en Mar del Plata, Argentina, hijo de Vicente Piazzolla y Asunta Manetti, ambos nacidos en Mar del Plata, hijos de padres italianos. El nombre Astor no existía en ese entonces y su padre se lo puso en homenaje a su amigo Astor Bolognini, corredor de moto y primer violonchelista de la Orquesta Sinfónica de Chicago. En 1924 la familia Piazzolla se mudó a Nueva York, Estados Unidos, Astor vivió gran parte de su niñez en aquella ciudad, y aprendió su tercera lengua, el inglés, ya que sabía español e italiano. Astor nació con una malformación en una de sus piernas, hecho que lo marginó de los deportes. En 1927, sintiendo nostalgia por su Argentina natal, el padre de Astor le compró un bandoneón usado en una casa de empeños, por 18 dólares. El padre de Astor también tenía afición por la música, y de hecho tocaba un instrumento similar, el acordeón. En una entrevista del 1 de agosto de 1947 en el diario Noticias Gráficas dijo al respecto: «Era inútil pretender encontrar a orillas del Hudson un maestro de bandoneón y el pibe, por su cuenta, se dedicó a persuadir a los botones a que entregaran a sus dedos todos sus secretos. ¿No se cuenta por ahí que Blaise Pascal se inventó él solito la geometría?».
La familia Piazzolla decidió retornar a Mar del Plata brevemente, y allí un inmigrante italiano Libero Paolini, que tocaba en la Cervecería Munich le enseñó los primeros acordes. Luego cambió de maestro y fue Homero, hermano de Libero, el que le enseñó algunas rancheras, valses y polcas. Si bien no tocaba tangos, Homero le dijo al padre que «el pibe tiene talento», y aunque todavía le quedaba un estilo estadounidense era un «tanguero de alma», a lo que el padre respondió «yo ya lo sabía, maestro». Pero el tiempo en que la familia se asentó en Mar del Plata fue escaso y volvieron a Nueva York. En ese entonces Astor tenía once años.
Allí, Vicente logró ponerse bajo la protección de Nicola Scabutiello, dueño de una importante peluquería en el West Side y de varios billares clandestinos. Astor diría de esos años:

De algún modo, lo que soy se lo debo a esos primeros años en New York. Aquello era el mundo que se vio en Los Intocables: la pobreza, la solidaridad entre paisanos, la ley seca, Eliot Ness, la mafia... En fin, yo era muy atorrante, no me gustaba mucho la escuela —me rajaron [del lunfardo «echaron»] de varias— y andaba mucho por la calle. Ese ambiente me hizo muy agresivo, me dio la dureza y la resistencia necesarias para enfrentarme al mundo y, sobre todo, a las bataholas que veinticinco años después iba a levantar mi música.

Un día frente a su ventana escuchó de una casa vecina algo que le llamó la atención, alguien en un piano estaba interpretando a Johann Sebastian Bach, se trataba de un húngaro al que Piazzolla le atribuyó la condición de alumno de Serguéi Rajmáninov, cuyo nombre era Bela Wilda: «Charlábamos de jazz, de los canelones, de la amistad, de la necesidad de estudiar seis y hasta ocho horas diarias para lograr la perfección. Con él conocí el verdadero amor a la música». Así fue como en 1933 tomó clases con Bela Wilda, de quien además señaló Piazzolla: «Con él aprendí a amar a Bach». También estudió con Terig Tucci. En el marco de un festival escolar debutó en 1932 en un teatrillo de la calle 42, para lo cual Astor compuso un tango que tituló «Paso a paso hacia la 42», pero que su padre rebautizó «La catinga».

Era un barrio violento, porque existía hambre y bronca. Crecí viendo todo eso. Pandillas que peleaban entre sí, robos y muertes todos los días. De todas maneras, la calle 8, Nueva York, Elia Kazan, Al Jolson, Gershwin, Sophie Tucker cantando en el Orpheum, un bar que estaba en la esquina de casa... Todo eso, más la violencia, más esa cosa emocionante que tiene Nueva York, está en mi música, están en mi vida, en mi conducta, en mis relaciones.
Astor Piazzolla.

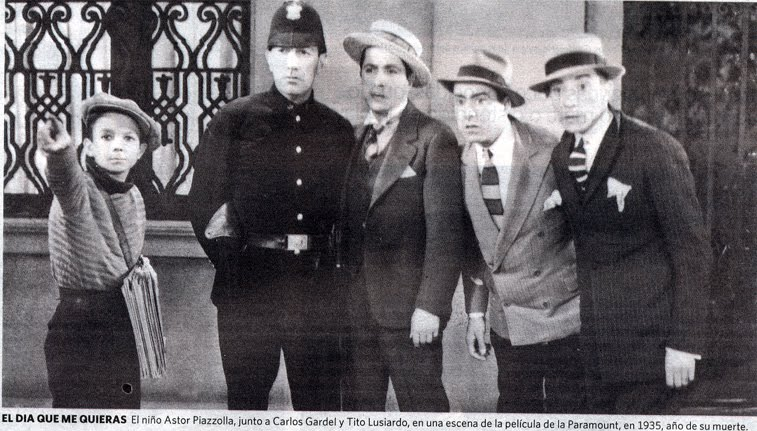
Piazzolla haciendo de canillita junto a Carlos Gardel en El día que me quieras, 1935.

Piazzolla conoció a Carlos Gardel en Manhattan en 1934, al llevarle un presente realizado por su padre. A Gardel le cayó muy bien el joven y le resultó útil para realizar sus compras en la ciudad, ya que conocía muy bien la metrópolis, además que dominaba el inglés, idioma que Gardel desconocía totalmente. Al año siguiente el cantor lo invitó a participar en la película que rodaba en esos días, El día que me quieras, como un joven vendedor de diarios. Fuera de las cámaras, Piazzolla le enseñó cómo tocaba el bandoneón a Gardel, y este le dijo: «Vas a ser algo grande, pibe, te lo digo yo. Pero el tango lo tocás como un gallego». A lo que Piazzolla le dijo «el tango todavía no lo entiendo», y Gardel le respondió: «cuando lo entiendas, no lo vas a dejar». Gardel invitó a Piazzolla a unirse en su gira por América, pero su padre decidió que era aún muy joven. Por esta razón, su lugar fue ocupado por el boxeador argentino José Corpas Moreno. Esta temprana desilusión resultó ser una gran suerte, ya que fue esta la gira en la que Gardel y toda su banda perdieron la vida en un accidente aéreo. En 1978, en una carta imaginaria a Gardel, Piazzolla bromearía al respecto sobre ese hecho:

... Jamás olvidaré la noche que ofreciste un asado al terminar la filmación de El día que me quieras. Fue un honor de los argentinos y uruguayos que vivían en Nueva York. Recuerdo que Alberto Castellano debía tocar el piano y yo el bandoneón, por supuesto para acompañarte a vos cantando. Tuve la loca suerte de que el piano era tan malo que tuve que tocar yo solo y vos cantaste los temas del filme. ¡Qué noche, Charlie! Allí fue mi bautismo con el tango.
Primer tango de mi vida y ¡acompañando a Gardel! Jamás lo olvidaré. Al poco tiempo te fuiste con Lepera y tus guitarristas a Hollywood. ¿Te acordás que me mandaste dos telegramas para que me uniera a ustedes con mi bandoneón? Era la primavera del 35 y yo cumplía 14 años. Los viejos no me dieron permiso y el sindicato tampoco. Charlie, ¡me salvé! En vez de tocar el bandoneón estaría tocando el arpa.

A los diecisiete años, le daba vergüenza que sus amigos supieran que tocaba el bandoneón. En Francia, mucho después, lo escondería en el ropero. Pero el bandoneón empieza a cobrar un nuevo sentido con otra escucha casual, la del violinista Elvino Vardaro, del cual Piazzolla dijo: «Descubrí una manera diferente de tocar el tango».
El primer intento por armar una agrupación de Piazzolla fue hacer un dúo de fuelles con Calixto Sallago, intentando hacer algunas adaptaciones de piezas de Serguéi Rajmáninov. Piazzolla se asoció después con Gabriel Clausi, un exintegrante de la orquesta de Julio De Caro, y luego se vinculó con el grupo de Francisco Lauro. Iba de su cuarto al cabaret Novelty en Corrientes y Esmeralda, con alguna escala ocasional en el cine o el billar, contaba sobre esos días: «Libero me cuidaba, pero yo me aburría andando por la ciudad sin un rumbo fijo». De sus primeras andanzas entre músicos, le llamó la atención cómo era la vida de los mismos: «no podía comprender por qué los músicos tenían que vivir en lugares tan miserables». Piazzolla no pretendía en un primer momento tener el nivel de vida de Francisco Canaro, pero sí deseó tener su fortuna. Las radios más importantes se lo disputarían en el futuro. Llegó a firmar contratos con condiciones muy favorables para él con los más importantes sellos discográficos. La revista Sintonía lo presentaría como «propietario de regios automóviles de precio».
Si bien tomó partido principalmente por Julio De Caro, también profesó admiración por Pedro Maffia, Pedro Laurenz y Aníbal Troilo a quienes para sus dieciocho años, veía demasiado lejanos. Su hija Diana contó que una tarde se puso a caminar por Corrientes, y cuando llegó a la altura del 900 -cerca del Novelty- leyó un cartel en la puerta del Café Germinal en el que se anunciaba el debut de la orquesta de Aníbal Troilo. De repente, escuchó que alguien tocaba en el piano el tango «Comme il faut» de Arolas. Sentía devoción por Agustín Bardi y Eduardo Arolas, y consideraba a Julio De Caro y al violinista Elvino Vardaro como los innovadores en el tango, además de admirar a Osvaldo Pugliese.

### Estudio con Ginastera e ingreso a la orquesta de Aníbal Troilo

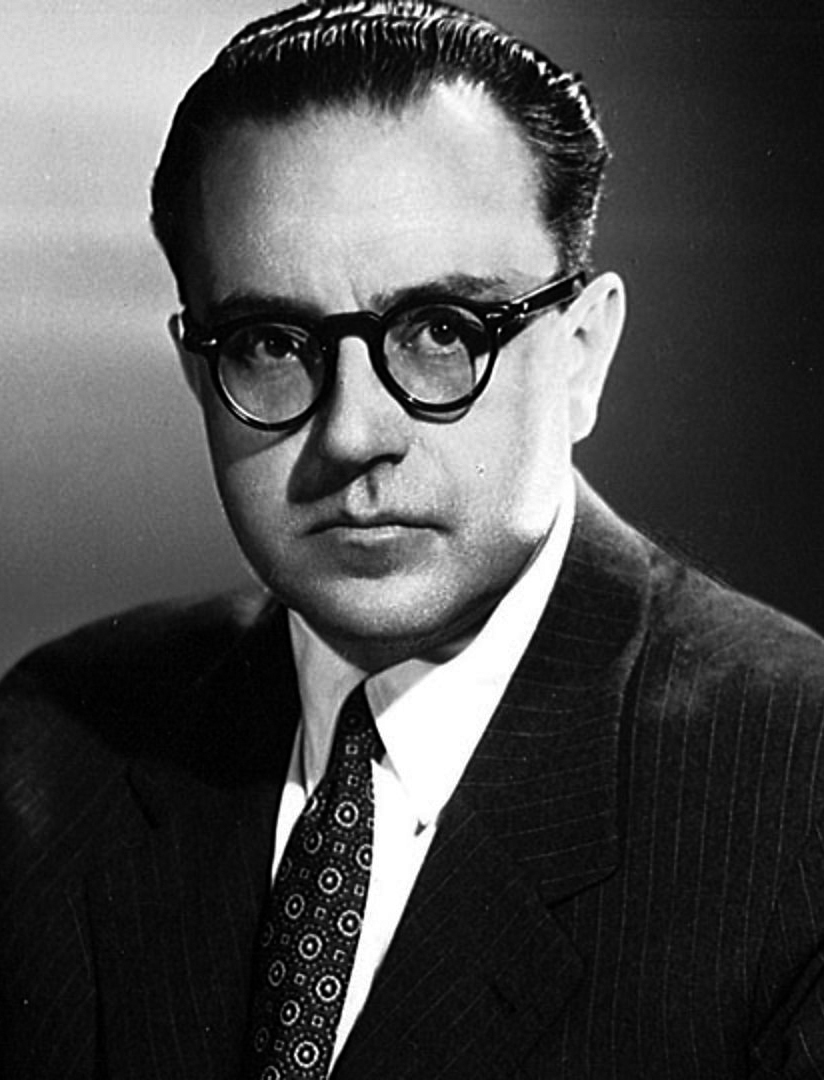
Alberto Ginastera fue el primer profesor de Piazzolla. A su vez, Piazzolla fue su primer alumno.

El 3 de julio de 1940 arribó a Argentina el pianista Arthur Rubinstein. Cuando Piazzolla se enteró de ello se dirigió al Palacio Álzaga Unzué en la calle Arroyo donde residía el músico desde hacía dos meses. El mismo pianista abrió la puerta y recibió a su huésped, quién le llevó un esbozo de un concierto para piano. El pianista tocó una parte, y le preguntó al joven si deseaba estudiar seriamente, tal es así que Rubinstein se tomó el trabajo de llamar a Juan José Castro, el compositor y director argentino, avisándole que sería su tutor. Pero finalmente Castro lo derivó a Alberto Ginastera que residía en Barracas, con quien tomó clases entre 1939 a 1945. Ginastera lo instó a ir a los ensayos de las orquestas sinfónicas. Para ese entonces Buenos Aires era relativamente neutral durante la Segunda Guerra Mundial, por lo que llegaron importantes músicos, no solo Rubinstein, sino también Erich Kleiber, Walter Gieseking, Aaron Copland y Manuel de Falla, que se radicó en Alta Gracia, Córdoba. Los conciertos de la Asociación Sinfónica y la Asociación Filarmónica, en los teatros Teatro Presidente Alvear, Politeama, Gran Rex y en el Teatro Colón, y los ciclos «Amigos de la música», en los teatros Broadway y Metropolitan, permitían el acceso a un repertorio significativo.
A partir de ese momento resolvió permanecer en el Germinal, pudiendo así encontrar un café donde escuchar tango y no un cabaret, de allí conocería a Aníbal Troilo: «Yo lo miraba como si fuese Dios», le comentaría años después a Speratti. Pasó varias horas en el Germinal aprendiendo todo lo que escuchaba. Su reiterada presencia llamó la atención del violinista Hugo Baralis, quien un día se acercó para conocerlo, sobre Piazzolla dijo: «Movía las manos, las piernas, era muy inquieto». De allí se hicieron amigos por 1939.
Un día Baralis le comentó que había faltado uno de los bandoneonistas porque estaba enfermo, a lo que Piazzolla le convenció para reemplazarlo en el puesto, Baralis no muy seguro se lo comentó a Troilo, y tras una prueba a Piazzolla, Troilo le dijo: «Ese traje no va, pibe. Conseguite uno azul que debutas esta noche». Como dato anecdótico, Piazzolla le había enseñado lo que sabía de Gershwin: «deja esas cosas para los norteamericanos», le dijo el pianista Orlando Goñi. Según Piazzolla, se sabía todos los tangos de memoria, debutó en la orquesta en diciembre de 1939, no mucho después de las primeras grabaciones discográficas de Troilo para el sello Odeón, «Commo il faut» y «Tinta verde», registradas el 7 de marzo de 1938. «Fue otro bautismo de fuego» dijo Natalio Gorin, el otro provino del debut en Manhattan, con Gardel.
 «Se ganaba bien con Troilo», recordaría sobre esas noches en el Tibidabo, que se trataba más un centro musical que un cabaret en la ciudad. Una indisposición de Argentino Galván, el arreglador oficial de Troilo, le permitió ocupar ese lugar. Piazzolla se encargó de «Azabache», un candombe que Troilo debía presentar en Ronda de Ases el concurso de Radio El Mundo y que sin embargo, nunca grabó con posterioridad. Debía dar cuenta en la partitura de su propio registro del tango. Piazzolla pasó la prueba de «Azabache», el tango ganó el concurso y le abrió la puerta a nuevas encomiendas.
Su peculiar personalidad traviesa la adoptó, según los biógrafos Fischerman y Gilbert, como mecanismo de defensa, ante las posibles burlas por cojear (Piazzolla tenía una pierna más chica que la otra debido a una malformación de nacimiento) que podía sufrir en el ambiente en donde hacia su música. Troilo lo apodó el «gato» (en el lunfardo de esa época se refería a una persona que vivía de la noche) a su joven bandoneonista, pero Piazzolla no era en ese entonces una persona que vivía de la noche. «Deseaba vivir otro tipo de vida. No aceptaba que esa, la de los tangueros, fuera mi destino. Quería salir de todo eso. Y creo que esa intención, esa ansiedad, me salvaron», dijo el mismo, quien tomó la decisión de comenzar un noviazgo con Odette María Wolf, de dieciocho años y estudiante de pintura, quien lo introdujo en las novedades del cubismo, el surrealismo y el arte abstracto, además de enseñarle otro entorno. Piazzolla y Odette María Wolf se casaron en octubre de 1942 y fueron a vivir a una casa de departamentos en el barrio porteño de Monserrat. Del matrimonio nacieron sus hijos Diana (1943) y Daniel (1944).

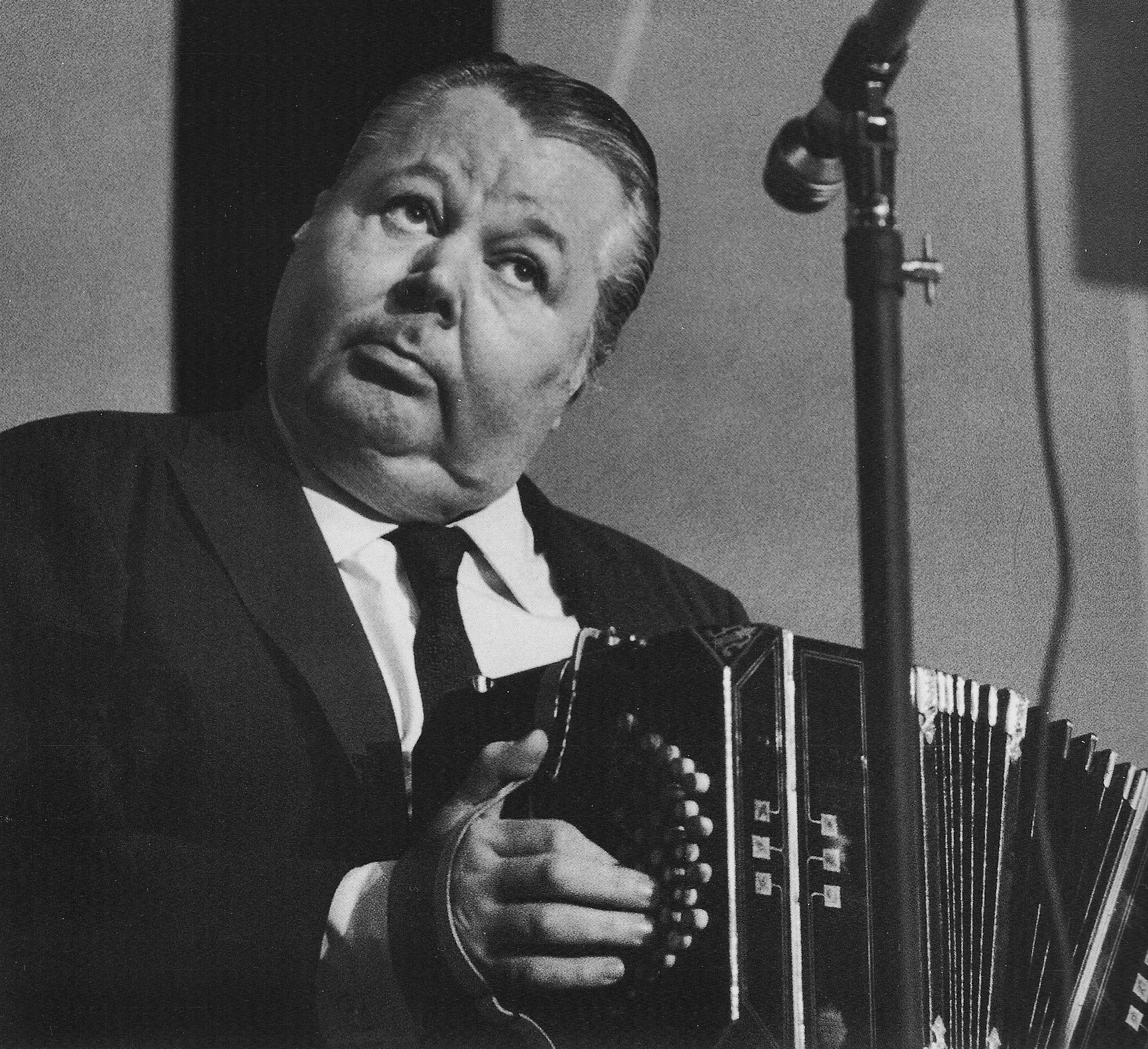
Piazzolla toco e hizo arreglos para la orquesta de Aníbal Troilo.

El tango «Inspiración» de Peregrino Paulos es el primer arreglo que hizo Piazzolla y que fue grabado por la orquesta de Troilo con armonías clásicas el 3 de mayo de 1943 para RCA Victor. Se puede percibir una abundancia de cromatismo de paso, en los pizzicatos en las cuerdas y en los trinos barrocos del piano. El manejo de voces es acotado. Troilo aparentemente borraba o dictaba los preceptos de la corrección tanguística, pero, al mismo tiempo, aprobaba y valoraba ciertos arreglos. «Inspiración» con ese arreglo, aunque borrado parcialmente, era uno de los exitosos de sus presentaciones, además lo volvió a grabar cada vez que tuvo un nuevo contrato con una discográfica. Lo registró por primera vez para la discográfica RCA en 1943, y luego para TK en 1951 y 1952, y para Odeón en 1957. Hay una versión grabada por Piazzolla con su propia orquesta en 1947, en cuya versión aparecen mayores acciaccaturas en las cuerdas y el orquestador se permitía una mayor soltura contrapuntística, pero dentro de los límites que fijaba la convención. En contraposición al mito instalado, una gran parte del público tanguero –además de los músicos- valoraba los arreglos de Piazzolla. El volumen de las orquestaciones realizadas para Troilo mientras estaba en su orquesta y el hecho de que, en 1951 fuera el elegido para arreglar «Responso», el elegíaco tema compuesto por Troilo por la muerte de Homero Manzi, dan una buena prueba de la valoración que tenía de Piazzolla.
Sobre la anécdota de la «goma de borrar», Piazzolla diría años más tarde: «de las mil notas que escribía, él me borraba setecientas...». No obstante, Troilo buscó un equilibrio entre hacer nuevas innovaciones, pero sin ir por caminos que fuesen demasiado complicados para su orquesta, teniendo en cuenta que no todos estaban preparados para tocar la música compleja que Piazzolla escribía. Las cuestiones fueron más técnicas que de otro orden. Obligaron a los músicos a leer, a estudiar, y «me empezaron a tener bronca... me rompían los ejercicios» recordó en alguna ocasión Piazzolla. Años luego de su partida, siempre criticaría duramente el hecho de que Troilo nunca se despegó del «cómodo» lugar de entretenedor de bailes populares, para asumir el papel de conductor de una gran orquesta de tango «para ser escuchado», fue para Piazzolla una «traición».

### Comienzos de su carrera profesional
El público de Piazzolla no se sentía representado por las orquestas y cantantes y sobre todo buscaban otras formas de relacionarse con el hecho musical. Ya no bailaban, y se imaginaban más cómodos en lugares para escuchar que en grandes salones y en clubes barriales. Eran demasiado jóvenes para el tango de los años 40 y demasiados viejos para el rock and roll, y muy distinguidos para los ídolos populares. Ese fue el público de Piazzolla. Y no solo eso. Fue el público que utilizó a Piazzolla para construir una bandera y para discutir con ella a sus mayores, y más tarde, a sus menores.
Diego Fischerman y Abel Gilbert, 2009.

Integró el Quinteto Azul de corta existencia y también en Mar del Plata un conjunto bajo su dirección, con particularidades tímbricas basadas en el conjunto que dirigía Elvino Vardaro. Para 1938 ya tenía fama de ser un gran instrumentista. Había integrado las formaciones de Francisco Lauro y Gabriel Clausi, hasta que fue llamado por Aníbal Troilo para integrar el conjunto de éste como bandoneonista y arreglador, mientras seguía estudiando diversas disciplinas con Alberto Ginastera. En 1944 se desvinculó de la formación de Troilo. Piazzolla se fue con el grupo de Francisco Fiorentino, y ese cantante le permitió imprimir su nombre como un significativo agregado, fue la orquesta «de» Astor Piazzolla la que lo acompañe. Debutaron en Villa Urquiza a finales de 1944, grabaron veintidós canciones y dos instrumentales. Piazzolla compuso para la ocasión «En las noches» y «Noches largas». Poco tiempo después, y aconsejado por su esposa, suprimió la «y» pasando a ser «la orquesta típica de Astor Piazzolla» y solo su nombre se imprimió en el cartel que lo anunciaba, «los que me seguían preferían tomar un café y escuchar: bailar era lo secundario» citó el músico. Debutó con esa formación en el Marcito, uno de los numerosos cafés donde se tocaba tango desde el mediodía hasta pasada la medianoche con la única obligación del consumo de un café cuyo valor variaba con el horario. Para fines de los años 1940 quedaban varios sitios para escuchar tango a precios accesibles: los cafés El Nacional, Marzotto, Tango Bar, La Ruca, La Richmond. En los barrios estaban El Imperio (donde tocaba Osvaldo Pugliese), el café La Victoria, los cafés de Boedo y San Juan o en avenida San Martín y Fragata Sarmiento, y las milongas de Palermo, como La Enramada.
Durante 1946 a 1949 trabajó para el sello Odeón con su orquesta independiente, en esas grabaciones sus vocalistas fueron Aldo Campoamor, Fontón Luna y Héctor Insúa. Tras disolver su formación se dedicó laboralmente a hacer arreglos para orquestas como la de José Basso, Francini-Pontier y especialmente para la de Aníbal Troilo. Las críticas a su música comenzaron a tomar mayor caudal, alguna vez le reprocharon «¿Te crees que estas en el Colón?». Una anécdota muy conocida es cuando tocaban el tango «Copas, amigos y besos» tema de Mariano Mores: «era tan larga, tan compleja que las coperas del cabaret nos cargaron y salieron a bailar a la pista en puntas de pie, como si fuera música clásica». El arreglo no funcionó, y tuvo que ser modificado. «Creo que ese fue el primer paso para dejar a Fiorentino: a él tampoco le gustaban las audacias». No existen datos precisos de cuantas unidades vendía un disco exitoso, pero el volumen de ediciones, la cantidad de actuaciones en vivo y la multitud de orquestas y cantantes de excelente nivel que estuvieron activos durante esos años, hablan del tango como un verdadero fenómeno comercial, comprable, en sus apariencias con el de las grandes orquestas de swing en Estados Unidos.

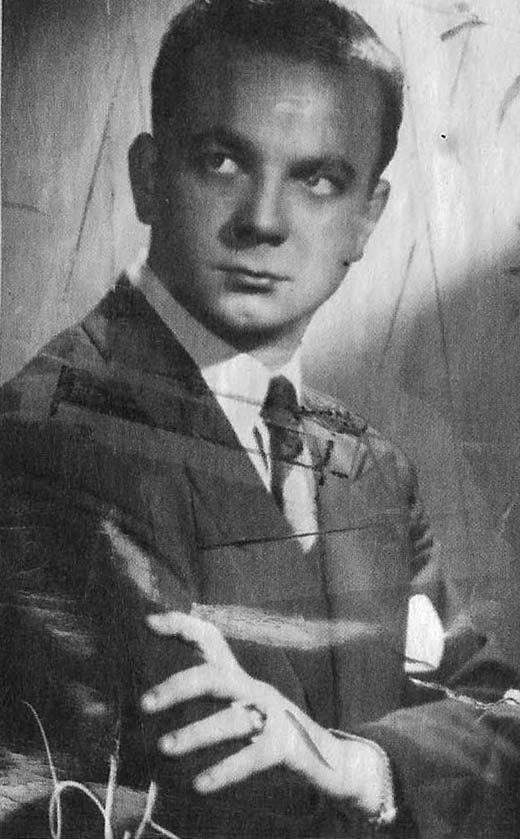
Piazzolla en un retrato circa. 1950.

Piazzolla se asoció con el sello TK en 1950, para quienes grabó un disco que incluía «Chiqué» –un tema que ya había arreglado para Troilo– y «Triste», un antiguo tema de José De Caro y Ángel Maffia que exhumó de una grabación realizada por el sexteto de Julio De Caro en 1924. En la orquesta participaban varios integrantes del conjunto formado entre 1946 y 1948, entre ellos el violinista Hugo Baralis y el pianista Carlos Figari –que compartía con Troilo– y el bandoneonista Leopoldo Federico. El segundo disco para TK fue grabado también en 1950, pero con María de la Fuente como cantante, que interpretó «El choclo» y «El cielo en las manos», esta última escrita por Piazzolla con texto de Homero Cárpena para la película del mismo nombre, dirigida por Enrique de Thomas. El año siguiente el bandoneonista grabó un nuevo disco instrumental con una versión del clásico «La cumparsita», y para el lado B, una pieza instrumental de su autoría llamada «Dedé», una suerte de adagio para oboe y orquesta (con la participación solista de Roberto Di Filippo) dedicado a su esposa. Entre 1951 y 1952 editó tres discos más con María de la Fuente como cantante, incluyendo los tangos «El llorón» y «Canción celestial», «La misma pena» y «Romance de barrio» y «Fugitiva» (de Piazzolla y Juan Carlos La Madrid y que ese mismo año registró Fresedo con Héctor Pacheco como cantante) y «Loca».
Para los años 50, en contraposición a lo que se suele considerar, Piazzolla sin ser integrante ni director de ninguna orquesta (disolvió la suya un año antes) componía y arreglaba profesionalmente y por encargo, para las formaciones más prestigiosas. Según Roberto Pansera una vez se le escuchó decir a Piazzolla: «Voy a componer dos tangos por año. Con cuatro grabaciones por año yo vivo». Este profesionalismo de Piazzolla tiene un recorrido, desde que comenzó a tocar, y casi inmediatamente, a hacer orquestaciones para Troilo, hasta el arribo a esa fórmula, inédita para el tango, de compositor «a medida» para orquestas de otros. En la década de 1950 Piazzolla es el autor además, de música para películas y también intentó ganar prestigio en el mundo de la música clásica, tratando de estrenar sus obras para orquesta y de cámara, a las que rigurosamente colocaba números de opus, aun cuando se trate de ejercicios a pedido de su maestro.
Sobre la controversia con los tangueros de la «guardia vieja» Lalo Schifrin contó que:

Estábamos comiendo y él me dijo que estaba triste e indignado con los tangueros que no lo reconocían en su mérito y siguió insistiendo con el tema: - Ástor, no te debe importar lo que digan ellos. Que si lo que haces es tango o no. No es tu problema: lo que vos estás haciendo es Piazzolla.
Lalo Schifrin.

### Concurso Fabien Sevizky
Piazzolla dijo abstenerse de participar de un concierto para la Fundación Eva Perón, pero su ausencia no fue por razones ideológicas, había disuelto la orquesta. La misma formación con la que en 1948 grabó un tema a la medida del Primer Plan Quinquenal y cuya letra daba cuenta de la euforia peronista: «Yo tengo la suerte de ser argentino/vivir en la patria más linda y feliz» cantaba Alberto Montan Luna en «República Argentina», un vals compuesto por Santos Lipesker y Reinaldo Yiso con arreglos de Piazzolla.
En 1952, año de la muerte de Eva Perón, la editorial Sarraceno da a conocer su Epopeya.... La obra se basaba en textos de Mario Núñez, autor del «Soneto a las manos de Eva Perón» incluido en el mismo cantinera sobre el peronismo del que participó Mende Brun. La transcripción para piano de Epopeya... fue realizada por el propio Piazzolla. Se exhumó por azar en la Biblioteca Nacional. El hallazgo corrió por cuenta de un grupo de musicólogos argentinos entre quienes se contaba Pablo Fessel, en 2003. «Nunca pensé que reaparecería. Creí que estaba entra las obras suyas que destruyó porque no le gustaban... recuerdo como renegó de ella», le dijo Diana Piazzolla al diario Clarín. Nuñez contó en esa oportunidad la hija «era amigo de papá y asesor de Perón» y fue el que se la encargó «Papá quiso hacer un himno, pero al final no le gustó y no dejó que la usaran ni estrenaran».
El Concurso Fabien Sevizky de composición es considerado un punto de quiebre en la carrera de Piazzolla. En tiempos de censura y una rigidez ideológica que fue severo contra figuras como Jorge Luis Borges, Libertad Lamarque, Osvaldo Pugliese, Atahualpa Yupanqui, y hasta el mismo Hugo del Carril, es, según los biógrafos Fischerman y Gilbert, de considerar que ese galardón pudiera haber sido otorgado a nadie que tuviera una mínima mácula en su expediente. El Premio era organizado por la Radio del Estado, que desde 1946 era sometida a una férrea política de supervisión. Según Diana, hija de Astor, su padre envió la partitura al concurso que se dirimía en Indianápolis, donde Sevitzky dirigía su orquesta sinfónica, no obstante la competición no transcendió de las fronteras de la capital argentina, y del jurado, no solo formó parte Ginastera, quien además ayudó a su alumno a retocar la composición que después juzgaría, sino Luis Gianneo, que habían formado parte del grupo de «notables» que galardonó en 1953 a Elsa Calcagno. Piazzolla resultó ganador con Buenos Aires (tres movimientos sinfónicos). El premio consistió en una suma de dinero (no muy grande, pero si lo suficiente para viajar a Europa en buques de carga), y la ejecución de la obra bajo la tutela del maestro que había dado nombre a la competencia. El músico Leopoldo Federico fue uno de los elegidos para interpretarla el 13 de agosto, dijo sobre aquella jornada:

Fuimos un día a su hotel, con Piazzolla, y el director nos pidió que le tocáramos nuestras intervenciones. En uno de estos ensayos, el director preguntó a la fila de violines quién podía hacer la parte de la lija, un violín chiquito que raspando la cuerda, lograba un sonido de chicharra. «Ah, la sacaron del cabaret», me acuerdo que dijo uno. Otro quiso tocarla, pero lo hacía mal. Piazzolla lo corregía todo el tiempo. Y así llegamos al estreno, dando tumbos. En el cuarto compás, parte de la orquesta estaba en cualquier lado. El problema que teníamos los bandoneonistas eran los compases de espera. Algunos de esos compases eran además irregulares. No estábamos acostumbrados a semejantes cambios de ritmo ni a tocar con un director que, por otra parte, nos era desconocido (...) Nos confiábamos en los otros instrumentistas. Ellos nos decían «tranquilos, escuchen lo que hacemos». Pero lo que hacían era erróneo. Hasta Abelardo Alfonsín y yo nos dábamos cuenta de eso.
Leopoldo Federico.

En conversaciones con Speratti, Piazzolla dijo que «la obra gustó mucho, pero provocó escándalo, porque los académicos se indignaron al ver los bandoneones». El mismísimo Sevitzky, lo llamó al finalizar la obra, para que saliera a saludar, Piazzolla con algo de timidez subió al escenario y observó que el público se estaba pelando en una gran gresca, a lo que el director lo consoló diciendo «no se preocupe, es buena publicidad». La versión de la «batalla campal» solo es recordada por Piazzolla. La noticia del concurso fue levantada por solo algunos medios de prensa como La Prensa, La Nación y Buenos Aires Musical. La composición nunca fue grabada por Piazzolla.

### Nadia Boulanger
Ella me enseñó a creer en Astor Piazzolla, en que mi música no era tan mala como yo creía. Yo pensaba que era una basura porque tocaba tangos en un cabaré, y resulta que yo tenía una cosa que se llama estilo.
Astor Piazzolla.

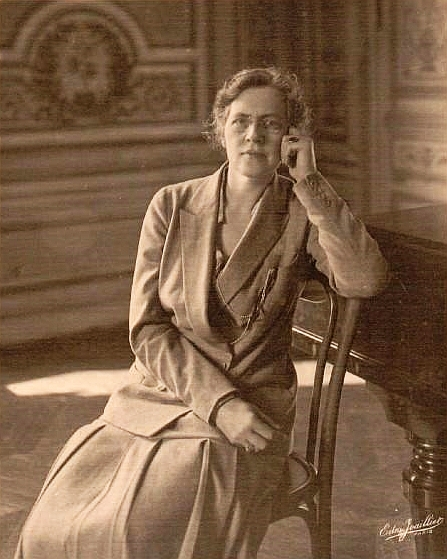
Nadia Boulanger fue una pieza muy importante en su carrera, ya que hasta su encuentro con ella, Piazzolla se debatía entre ser un músico de tango o un compositor de música clásica. Boulanger lo animó a seguir con el tango.

Nadia Boulanger fue una pieza muy importante en su carrera, ya que hasta su encuentro con ella, Piazzolla se debatía entre ser un músico de tango o un compositor de música clásica. Boulanger lo animó a seguir con el tango, pero si hasta ese momento todo era o tango o música clásica, a partir de entonces sería tango y música clásica. Piazzolla viajó a Europa con dos pasajes y escaso dinero, de ahí se deduce el hecho que viajó en el Coracero, un barco carguero. Presuntamente los fondos eran los ganados en el concurso, aunque el músico dijo que fue becado por el gobierno argentino, pero no hay pruebas de ello, y la «beca» se la suele confundir con el dinero ganado en el concurso. Arribó a Ámsterdam el 24 de septiembre de 1954 después de viajar cuarenta y cinco días, no se dirigió inmediatamente a Francia, sino que estuvo algunos días en Holanda. Piazzolla le contó a Speratti que estaba «desmoralizado, titubeante, se abandonaba a la ciudad, recorría sus calles buscando». Varios aspectos de la relación de Piazzolla con Boulanger no son muy claros, entre ellos cómo el músico argentino tomó contacto con Boulanger, ni quién se la recomendó. Según Simon Collier y María Susana Azzi, el propio Alberto Ginastera le recomendó a Piazzolla contactarse con alguien, pero no especificaron concretamente con quién. Natalio Gorin afirmó que el bandoneonista le confesó que: «Casi tomo clases con Olivier Messiaen». Por otro lado, su hija Diana dijo que su padre recién arribado a París se enteró de que Boulanger estaba dando clases muy cerca de donde se alojaba él.
A partir de 1954, cuando estudió con Boulanger, la música de Piazzolla cambió radicalmente. Pero para ser aceptado como alumno le tuvo que mostrar algo de lo que había compuesto, tampoco está claro cuál fue la pieza que le enseñó, ya que por un lado según Diana fue la Sinfonietta, mientras que investigaciones de Maria Azzi y Simón Collier aseguran que fueron los Tres movimientos sinfónicos de Buenos Aires. Los biógrafos de Piazzolla están de acuerdo en que Boulanger notó la carencia de algo en su música, lo que Piazzolla años más tarde denominó «sentimiento». Un día ante las indagaciones de Boulanger sobre qué música hacía en Buenos Aires, con algo de timidez le confesó que componía tangos y que tocaba el bandoneón, entonces fue allí cuando le pidió que tocase al piano uno de sus tangos, Piazzolla tocó «Triunfal» y antes de terminarlo su profesora le tomó las manos para decirle: «No abandone jamás esto. Ésta es su música. Aquí está Piazzolla».
Estudió once meses con Boulanger, pero al mismo tiempo formó una orquesta de cuerdas con músicos de la Ópera de París, con Lalo Schifrin y Martial Solal alternándose en el piano, con ellos compuso, arregló, ensayó y grabó una serie de tangos, «Picasso», «Luz y sombra», «Tzigane», «Río Sena», «Chau París» y «Marrón y azul». Fischerman y Gilbert sugieren que el tiempo de estudio no fue mayor a cuatro meses, ya que en París tuvo que encargarse de grabaciones, tratativas de las mismas, su esposa y las dos semanas de vacaciones con Edouard Pecaurt. Piazzolla durante su estadía en París conoció a Charles Delaunay, un escritor experto en jazz, creador de la palabra discografía, y fundador del sello Vogue. Gracias a su contacto, fue que Piazzolla pudo registrar para el sello el EP titulado Sinfonía de tango en 1955 en Francia y luego editado en 1958 en Argentina, y gracias a Delaunay Piazzolla tuvo acceso a otros álbumes de jazz, conociendo al sexteto de Oscar Pettiford, que aparte del sonido más reminiscente a la música de cámara, sería el swing del grupo la mayor inspiración para Piazzolla, algo que intentaría replicar en cada una de sus formaciones a partir de ese momento, mientras que la conjunción de violoncello y guitarra eléctrica de aquel sexteto, la incorporaría al octeto que formó al regresar a Buenos Aires.
En muchos artículos, entrevistas e incluso en la contratapa de un álbum del Octeto, Piazzolla dice haber escuchado en París en 1954 al octeto del saxofonista Gerry Mulligan, quedando impresionado por su improvisación y por el distendimiento con el que tocaban los músicos. No obstante, la investigación de Diego Fischerman y Abel Gilbert sugiere que, eso es imposible: justo cuando Piazzolla residió en París, Mulligan estaba de gira fuera de Francia, además es de recalcar lo que Piazzolla una vez le dijo a Gorin: «Nunca le creas lo que les digo a los periodistas», es posible que el bandoneonista haya creado dicho que escuchó al jazzista en vivo, cuando realmente solo lo escuchó en discos.
En París descubrió que su tango «Prepárense» escrito en 1952 formaba parte del repertorio de las orquestas tangueras de Francia. Los derechos de autor le ayudaron a financiar su estadía. En una carta a José Gobello fechada el 16 de diciembre de 1954 Piazzolla dijo: «Parece mentira ver en París bailar tanto tango y como gusta, no solamente el tango pasado, sino los nuevos tangos». De las clases Astor diría: «Estuve algo menos de un año con Nadia, estudiando mucho, especialmente contrapunto a cuatro partes, cosa que me volvía loco. Creo que alguna vez lloré de la bronca porque era muy difícil». Su hija Diana afirmó que su padre y Boulanger se veían al menos tres veces por semana, cada encuentro duraba al menos tres horas.

El Piazzolla en esos tangos afrancesados, o en cierta medida franceses, no es muy distinto del que quiso dejar de ser: los breves choques de segundas en pizzicato del comienzo de «Nonino» remiten más a sus estudios en Barracas con Ginastera que a un nuevo aprendizaje, y «Guardia Nueva» suena más a homenaje y reelectura del pasado que a una posible visión de futuro. Si ese Piazzolla escriba «a la Piazzolla» de fines del cuarenta. Y casi se copia a sí mismo empujado su pedagoga, es algo que solo en muchos casos de esta historia, resultan complementarias, o aún, más esclarecedoras que los hechos.
Fischerman y Gilbert.

Piazzolla se embarcó en Hamburgo en el buque Yapeyu con destino a Montevideo y consigo se llevó una foto de Boulanger, en la que ambos posan juntos.

### Octeto
Por supuesto, allí estaba todo lo que había aprendido en mis clases, sobre todo Stranvinsky, Bartok, Maurice Ravel y Prokofief; pero también estaba la veta más canyengue, más agresiva y cortada del tango y la milonga de un Pugliese, el refinamiento de un Troilo y de un Alfredo Gobbi que, hacia fines de los 40 era, para mi, el tanguero más interesante.
Astor Piazzolla.

Tras retornar de París en 1955, Piazzolla formó el Octeto Buenos Aires dispuesto «a encender le mecha de un escándalo nacional» y «romper con todos lo esquemas musicales que regían en la Argentina». Allí empleó todos los conocimientos que había adquirido años antes con Alberto Ginastera, y los nuevos con Nadia Boulanger. Tras ver al conjunto de Gerry Mulligan, Piazzolla incluyó en su nueva agrupación algunos fraseos y manejos instrumentales que eran típicos del jazz, además de introducir el concepto del swing y el contrapunto, este último de la música clásica. Un elemento discordante fue la inclusión de la guitarra eléctrica dentro de su Octeto, un instrumento no muy usual en ese momento. La guitarra solista no tenía relevantes antecedentes en la música en general. Posiblemente Piazzolla escuchó algunos de los álbumes que publicó Charles Delaunay (quien lo contrató para grabar algunos discos con el sello Vogue) y de allí haya conocido además de Mulligan, a músicos como Barney Kessel y Jimmy Raney, de donde no solo se basó en la idea de la inclusión de la guitarra eléctrica, sino en darle un papel contrapuntístico. Según el guitarrista Horacio Malvicino, en un primer momento Piazzolla tuvo en mente usar un vibráfono (que lo usó en el Quinteto que formó en Nueva York en 1959, luego del Octeto), pero como no existía un instrumentista tal en Argentina, optó por la guitarra eléctrica. El conjunto no tenía director, sino que se proponía hacer el tango «tal como se siente». No tuvo cantante salvo en algunas excepciones, y no se actuaba en bailes.
El grupo estaba integrado por el mismo Piazzolla y Leopoldo Federico en bandoneones, Enrique Mario Francini y Hugo Baralis en violines, Atilio Stampone en piano, Horacio Malvicino en guitarra eléctrica, José Bragato en violonchelo y Hamlet Greco en contrabajo (quien luego sería remplazado por Juan Vasallo). Recordaría de aquella primera formación post-París: «Éramos ocho tanques de guerra [...] Parecíamos salidos del ERP... ¡ocho guerrilleros subidos al escenario!... cada uno, en lugar de un instrumento, parecía que tenía una bazuca». Hubo cierta controversia en torno al quinteto, al punto de que algunos conciertos terminaron con grescas hacia los músicos, por parte de los tangueros más tradicionalistas que repudiaban los cambios de la nueva agrupación. A Piazzolla se le acusó de ser «el asesino del tango».

Piazzolla quería un instrumentista que improvisara y en el tango no los había. Vibrafonista tampoco había, por eso pensó en la guitarra, averiguó y me vino a escuchar a mi al Bop Club.
Horacio Malvicino.

La primera presentación fue en la Facultad de Derecho a fines de 1957. El grupo grabó con dificultades dos álbumes: uno de duración media, con seis canciones editado por el sello Allegro en 1956 y llamado Tango progresivo, y otro de larga duración editado por Disc Jockey en 1957 que se tituló Tango moderno. Ambos materiales tienen muy pocas composiciones originales de Piazzolla, pero en el segundo de los dos álbumes aparece un nuevo arreglo de «Marrón y azul». En Tango progresivo había una sola pieza de Piazzolla, «Lo que vendrá», que hasta ese momento solo había sido grabada en 1954, con arreglos debussyanos explícitos en el tema inicial (arreglos que desaparecerían en versiones posteriores). La grabación original data de julio de 1954, un mes antes del viaje a París, y así a su vuelta de Europa volvió sobre el mismo tema. También grabó el tema con el mismo formato que había usado en París, cuerdas, piano y bandoneón concertante, que repetiría el año siguiente en Montevideo. El compositor realizó además otros arreglos para orquestas como la de Aníbal Troilo, que lo grabó en 1957 para el sello Odeón. Un rasgo saliente por otra parte es el motivo francés que en la versión para octeto, abre la pieza con tres entradas sucesivas a cargo de Francini, Baralis y Bragato, separadas entre sí por acordes de todo el grupo. En la grabación con orquesta de cuerdas, piano y bandoneón ese motivo es apenas una introducción somera, después de la cual entra inmediatamente el tema «rítmico». La versión escrita para Troilo es la que más diferencias ofrece. Allí el tema lírico, tanguero que en el arreglo del Octeto era apenas el pretexto armónico para las improvisaciones de la guitarra eléctrica, ocupa el primer y no el segundo lugar, y el motivo francés aparece fugazmente como su conclusión, funcionando como puente hacia el tema rítmico. Allí por otra parte, hay un contracanto claramente acentuado en cuatro tiempos, que disimula (o pone en un marco más digerible para el gran público) el ritmo aditivo de la voz principal.
Se puede considerar que Piazzolla fue el primer teórico del tango, al introducir un sistema de lectura nuevo, más emparentado con su aprendizaje neoyorquino que con el propio género, desde el que selecciona algunos nombres –De Caro, Vardaro, Orlando Goñi, Maderna, Troilo, Salgán y Pugliese, en donde la música debe ser escuchada, y no bailada. Las notas introductorias escritas por Piazzolla, en su análisis tema por tema y como si hablara de la obra de otro o de un disco ya canonizado, imitan el estilo de los textos de programas de concierto y de los críticos de música clásica de esa época. Sobre «Haydee» anota en la contraportada del álbum.

Compuesto en el año 1935 y llevado al disco por el Octeto de Buenos Aires en 1957. La primera parte (Romántica) comienza con acordes de cuartas yuxtapuestas (...) Después del vals a la manera de Ravel, vuelve el tema a la primera parte, finalizando el tango con un rallentando sobre el acorde Sol mayor – Re mayor (Sol-Re).  el único propósito del Octeto Buenos Aires es renovar el tango popular, mantener su esencia, introducir nuevos ritmos, nuevas armonías, melodías, timbres y formas ...  no pretendemos hacer música llamada «culta».

Su intención era hacer una música popular con todos los atributos de seriedad –notas de programa incluidas- de la música clásica, y en particular, con su misma funcionalidad predominante. Nunca pensó la música del Octeto para el baile. Esa oposición entre ambas funciones ya había sido planteada por el propio Piazzolla en relación con los arreglos para su orquesta de 1946, cuando hablaba de «tocar para que la gente escuchara» y de componer para ello piezas como «Villeguita» y «Se armó». Existió un cierto «endiosamiento» por parte del autor a la dificultad que se repetiría en las notas escritas para el álbum del Octeto, como cuando describe el trabajo de los bandoneones y dice: «Casi siempre están realizando acordes de cuatro, cinco y hasta seis notas cada uno («El Marne»). También variaciones sobre los temas en quintillos, seisillos y hasta sietesillos de fusas hoy en desuso por si dificultad técnica (Anone)». El otro bandoneonista del grupo, Federico, ha contado que fue precisamente esa dificultad la que hacía que los mejores músicos de tango quisieran tocar con Piazzolla, puesto que existía un cierto privilegio en pertenecer a esos grupos donde «se escribía difícil».
Mientras Piazzolla dirigía el Octeto, trabajó con una orquesta de cuerdas en Radio El Mundo con la que consiguió parte del dinero que su grupo no le proveía. El músico cuenta que, a principios de 1955 y a partir de las recomendaciones de Boulanger, escribió una cantidad de tangos nuevos que grabó junto a un piano y las cuerdas de la Ópera de París. El proyecto, propiciado por Yves Baquet, un ejecutivo de Editions Universelles al que Piazzolla fue a ver con una recomendación de Eduardo Parula —el representante de aquella firma en Buenos Aires— se plasmó en una serie de discos sencillos, de 45 y 33 RPM para los sellos Festival, Vogue y Barclay, que incluyeron un total de dieciséis temas. Luego en Buenos Aires publicó algunas grabaciones para los sellos TK, Odeón, y en Montevideo para Antar/Telefunken con temas propios (además de «Lo que vendrá» y una nueva versión de «Marrón y azul») y arreglos de temas ajenos («Vanguardista» de Bragato y «Negracha» de Pugliese, entre otros). La culminación de ese periodo son dos discos, ambos repitiendo el formato francés (cuerdas, piano y bandoneón). Uno, de duración media (era un disco de 10 pulgadas), se editó en Montevideo, según algunas fuentes se grabó en esa ciudad con las cuerdas de la Sinfónica del Sodre (Servicio Oficial de Radiodifusión del Estado uruguayo) y se tituló Lo que vendrá. Allí además de la misma orquestación de esa pieza que Piazzolla había grabado en Buenos Aires un año antes, aparecía, junto a otros tangos tales como «Miedo», de Vardaro, Aroma y García, Jiminez, «Sensiblero», «Noche de amor», de Franco y Rubinstein, «La cachila» de Arolas, y cantados por Jorge Sobral, «La tarde del adiós», de López y Lambertucci y «Yo soy el negro» de Piazzolla y Gorostiza, la primera grabación de «Tres minutos con la realidad». El otro álbum fue registrado en Buenos Aires con el nombre de Tango en Hi-Fi y allí también se incluye. La rítmica es la misma de las grabaciones francesas, aunque la grabación montevideana incluye percusión, en particular un xilofón en «Tres minutos con la realidad» que acentúa aun la similitud entre el puente hacia el tema lítico con el Béla Bartók de la Música para percusión, cuerdas y celesta.
El bandoneonista hablaba en ese texto sobre el equilibrio sonoro del conjunto, al reducir la orquesta de tango en unos pocos instrumentistas: «Realizar el difícil equilibrio sonoro del Octeto llevó dos años y aún queda mucho por descubrir —explicaba—. En cada arreglo se aprende más sobre esta formación orquestal. Tengamos en cuenta que existe un desequilibrio tremendo por falta de cuerdas, ya que para dos bandoneones, piano, guitarra y bajo, se necesitarían por lo menos seis violines, viola y violonchelo, pero ajustándome a los dos violines y violonchelo, es necesario escribirle a estos en tesituras no acostumbradas». Es posible que Piazzolla haya aprendido este equilibrio mediante la práctica y audición, que con los maestros de la academia que, por más que Piazzolla declara lo contrario, es una de sus marcas:

Por ejemplo, cuando incluyo efectos rítmicos y quiero lograr fuertes sonoridades, empleo los dos violines casi siempre en la tesitura grave y el cello, la mayoría de las veces, dentro de la misma tesitura que los violines, sobre todo en los unísonos («Neotango», «El Marne» y «Arrabal»). Para efectos suaves y melódicos empleo las tesituras normales («Anone»). Las dobles cuerdas son utilizadas para mayor sonoridad armónica (dos violines, cello y bajo en la segunda parte de «Marrón y azul»). También el contrapunto entre las cuerdas, da mayor belleza a los temas originales («Arrabal» solo de violín). Para los efectos de percusión también intervienen las cuerdas: el primer violín imita el tambor, el segundo la lija, el cello la caja y el bajo golpeado con la palma de la mano detrás del instrumento logra el efecto del bombo («Marrón y azul»).

En «Lo que vendrá» independientemente de las diferencias que había entre la versión del Octeto y las posteriores, aparecen enunciados muchos de los rasgos estilísticos que serían centrales en la producción futura de Piazzolla, el tema incisivo de acentuaciones asimétricas, fuertemente rítmico que se convertiría casi en un sello del compositor: el papel otorgado a los solistas. Un rasgo saliente es el motivo francés que en la versión para octeto abre la pieza con tres entradas sucesivas a cargo de Francini, Baralis y Bragato, separadas entre sí por acordes de todo el grupo. En la grabación con orquesta de cuerdas, piano y bandoneón ese motivo es apenas una introducción somera, después de la cual entra, inmediatamente el tema «rítmico». La versión escrita para Troilo es la que más diferencias ofrece. Allí el tema lírico tanguero —que en el arreglo del Octeto era el pretexto armónico para las improvisaciones de la guitarra eléctrica—, ocupa el primer y no el segundo lugar, y el motivo francés aparece fugazmente como su conclusión, funcionando como puente hacia el tema rítmico. Allí, por otra parte, hay un contracanto claramente acentuado en cuatro tiempos, que disimula (o pone en un marco más digerible para el gran público) el ritmo aditivo de la voz principal.

### Quinteto neoyorquino
Piazzolla había pensado que el Octeto Buenos Aires estremecería un circuito sofisticado como el de Buenos Aires, pero para 1958 sus expectativas se frustraron, y decidió contactarse con George Greeley, una persona que trabajaba en Metro-Goldwyn-Mayer, a quien Piazzolla conoció cuando vino a Buenos Aires con The Platters tres años antes. Sin embargo, las cosas no funcionaron como el músico pensó: «se me cayeron las medias, no tenía trabajo de músico de películas». Su estadía en Nueva York le serviría para armar otro conjunto musical, que fue crucial para la formación del Quinteto porteño que poco después armaría en Buenos Aires. El nuevo conjunto se llamó de forma algo informal como Quinteto Yei-Te (JT de jazz y tango), el cual incluía percusión latina. De este periodo se editó el álbum Take Me Dancing! The Latin Rhythms of Astor Piazola en 1959, fue el primer álbum de Piazzolla como quinteto, el primero editado en estéreo, además de ser el primero grabado y editado en Estados Unidos. Estuvo conforme con el álbum en su momento, aunque tiempo después se arrepentiría de haberlo grabado, tomando estatus de «álbum maldito». La revista Billboard en su momento había dicho del álbum: «al final del disco todas las selecciones suenan igual». Las grabaciones fueron recomendadas al olvido por el propio Piazzola: «vendí mi alma al diablo... fue un pecado capital», diría el músico. El fracaso no fue tanto musical como comercial, en una entrevista con Clarín había dicho que la idea de unir jazz y tango era para que le «permitiera al público norteamericano gustar de nuestra música», el problema era que el grupo sonaba fundamentalmente al estilo jazzístico, y ya en Nueva York había varios grupos de ese estilo, por ello el Quinteto no tuvo el éxito esperado por Piazzolla.
Existieron varias diferencias entre los Quintetos neoyorquino y porteño, empezando por las tímbricas, el primero incluía además del bandoneón de Piazzolla, guitarra eléctrica (que fue ejecutada por Al Caiola y Tito Puente), piano (Carlos Rauch) y contrabajo (Chet Amsterdam o George Duvivier), a quienes se agregaba la percusión de Willie Rodríguez o Johnny Pacheco, cabe destacar que la percusión no formaba parte estructural del grupo, ya que de ser así, el conjunto se trataría de un sexteto. En el Quinteto de Buenos Aires en 1960 incorporaba violín en lugar de vibráfono, y no incluía percusión. En la base de milonga contra la que se recorta la sintética melodía del piano en «Oscar Peterson», o la rítmica de «Dedita» tan netamente piazzollana con su melodía inicial marcando 3+3+2, del Quinteto neoyorquino aparecen rasgos estilísticos de la que será el Quinteto porteño, de hecho en la introducción agregada a «Contratiempo», aparece el mismo tema que se convertirá más adelante en el sujeto del fugato de «Fuga y Misterio». Una diferencia marcada entre ambos conjuntos fue el papel de Piazzola como instrumentista, en las sesiones de Nueva York el músico hizo algo que no volvió a repetir, improvisar de forma jazzística, es decir sobre las notas de cada acorde.
Albino Gómez formaba parte de la organización para promocionar en Estados Unidos en 1959 el Festival de Cine en Mar del Plata, como parte de la misión diplomática, varios músicos locales fueron invitados, Ígor Stravinski estaba entre ellos. Durante el cóctel celebrado en el Metropolian Club en quinta Avenida y la 60, Gómez invito a varios músicos argentinos, incluido Piazzolla. Cuando entró Stravinsky, Gómez tomó del brazo al músico ruso y lo llevó para conocer a Piazzolla: «al verlo, Piazzolla se quedó temblando: no le salía ni una palabra en inglés». Stravinsky lo saludó, pero el músico argentino siguió paralizado, pudo confesarle que era su discípulo «a distancia», pero luego huyó. Gómez organizó un encuentro más intimo entre ambos músicos, en un hotel estadounidense: «logré que Astor pudiera ir a visitarlo al hotel y que tuvieran un encuentro de media hora. Pudieron entonces charlar tranquilos y Astor le acercó algunas de sus partituras». Mayores detalles de la reunión nunca fueron rebelados por sus protagonistas.

### «Adiós Nonino»
En 1959 trabajó en compañía de la coreógrafa Ana Itelman, el bailarín Juan Carlos Copes y su compañera María Nieves, junto a su Compañía Argentina Tangolandia, se presentaron en el Club Flamboyan de Puerto Rico, donde debía usar disfraz de «compadrito». El espectáculo tuvo gran éxito. Luego en 1960 siguieron con las presentaciones en el Starlight Roof Garden del Waldorf Astoria. En ese momento Piazzolla recibió la noticia de la muerte de su padre: «fue en ese momento, cuando estaba rodeado de ángeles, quizá. Cuando pude escribir el tema más lindo que escribí en mi vida», dijo para un documental de la BBC en 1980. Según su hija Diana, al día siguiente del regreso a Nueva York, el recorrido desde el aeropuerto, le había recordado su infancia. Estaba con su esposa Dedé y con la hermana de ella, Poupeé, que había llegado a visitarla. Después de almorzar, el músico pidió que lo dejaran solo, ellas fueron a la cocina cuando lo escucharon gemir y sollozar, luego de un silencio se puso a tocar «Nonino», un tema que había escrito en París, hubo otro silencio y entonces allí surgió la famosa melodía de «Adiós Nonino»: «los sollozos ahí se hicieron terribles. Yo nunca lo había visto llorar, ni así, ni de ninguna manera», le dijo Dedé a su hija. Así compuso «Adiós Nonino», su obra más célebre, que conservaría la sección rítmica del anterior tango «Nonino», más una sentida elegía de despedida, que se convertiría en un sinónimo de Piazzolla a lo largo de los años. En 1990, durante una entrevista declaró que: «El tango número uno es 'Adiós Nonino'. Me propuse mil veces hacer uno superior y no pude». Se registran más de 170 versiones de «Adiós Nonino» de distintos músicos.
Piazzolla tenía trabajo en Nueva York, pero era distinto a lo que esperaba, estaba obligado a salir a escena todas las noches, era también arreglador de música latina. Decidió volver en barco a Buenos Aires, el Río Atuel zarpó en junio de 1960 y atracó a comienzos de julio. Tras regresar a Buenos Aires, y ante la falta de dinero, Piazzolla accedió a realizar una serie de programas con la orquesta de cuerdas de Radio Splendid. La muerte del padre de Piazzolla también trajo algunos colapsos en la vida de la familia: su matrimonio hasta ese entonces con Dedé entró en crisis y se separaron, mientras que también la relación con sus hijos se vio seriamente mermada, no pudiendo ser arreglada totalmente.

### Quinteto porteño
El Quinteto terminaría siendo a lo largo de la carrera de Piazzolla su formación más clásica, después de cada intento de ampliación en octetos, nonetos u orquestas de distinta índole, el músico se terminaría decantando por un quinteto nuevamente. También el Quinteto terminó convirtiéndose en una formación de tradición popular dentro de Argentina, y lo que para Piazzola en 1960 había resultado todavía inimaginable, en el tango del siglo XXI. La génesis del Quinteto porteño se remonta además tanto al conjunto neoyorquino de 1959 como al Octeto Buenos Aires y a cierto culto al quinteto como formato, que Piazzolla tomó del jazz a partir del bebop. A partir de este periodo, Piazzolla no volvería a componer para orquestas de tango, ni considerarlas como una posible fuente laboral. Su experiencia neoyorquina de 1959 al armar su primer Quinteto terminó por crear una de las invenciones de mayor éxito de él.
Para el Quinteto neoyorquino había usado el vibráfono, un instrumento anteriormente había llamado la atención de Piazzolla, que ya había querido tener en el Octeto Buenos Aires de 1956, además lo volvería a usar en el Nuevo Octeto de 1963, y en el grupo para María de Buenos Aires, a su regreso a la Argentina, esa fue su primera apuesta, y llegó a tocar con ese grupo en un programa especial de Canal 9 titulado Welcome Mr. Piazzolla, se trató de una versión local que reprodujo el quinteto neoyorquino para esa ocasión, en lo que también se «reconstruyó» la orquesta de 1946. Era un instrumento caro y difícil de conseguir en Argentina, por lo tanto sus intérpretes escaseaban. En reemplazó, el grupo incluyó guitarra eléctrica que para 1960 se consideraba algo moderno, el conjunto también contaba con violín, bandoneón, piano y contrabajo, se trataba de una reducción de una orquesta de tango.
Dizzy Gillespie visitó Buenos Aires en julio de 1956, tocó en varios lugares, entre ellos Radio El Mundo, en donde Piazzolla lo escuchó en vivo dentro de la radio, y se llegaron a saludar.
Carlos Rodari periodista y conductor de programas de escucha de música tales como «El reino del jazz», «El arte y la cabeza» y «Salud amigos», se convirtió en el primer y más comprometido divulgador de Piazzolla. Gracias a Rodari y con Miguel Ángel Merellano, Piazzolla volvió a sonar en la radio.
El repertorio propio del quinteto se repartió inicialmente entre nuevos arreglos de temas escritos para otras formaciones como «Prepárense», «Triunfal», «Lo que vendrá», «Contrabajeando», «Bando», «Nonino», y otras piezas que poco a poco quedarían como las únicas. Mavecino recuerda el debut en «Jamaica» un pequeño bar nocturno donde se tocaba jazz: «En esos días actuaba con éxito el trío Baby López Fürst con el Negro González y Astatira. Cuando íbamos a comenzar, los tres músicos en señal de protesta silenciosa por nuestra inclusión en la cartelera, se levantaron y se retiraron en silencio. Ellos solo escuchaban jazz». El productor ecuatoriano Ricardo Mejía estuvo presente esa noche. Mejía había sido enviado a la filial argentina de RCA Victor, quien fundó el El Club del Clan. Mejía escuchó al Quinteto y lo contrató para la RCA, con la idea de grabar un álbum «bailable» y otro al estilo y arreglos que prefiera el bandeodonista.
Piazzola pensó que el álbum Piazzolla... o NO? Bailable y apizolado podía funcionar también de en los lugares «de escucha» como en los grupos de baile. El álbum está integrado por tangos clásicos como «Prepárense» y «Triunfal» dos temas suyos, e inclusive «Tierrita» de Agustín Bardi, «María» de Aníbal Troilo y Cátulo Castillo, «Bandoneón arrabalero» de Juan Bautista Deambroggio, «Redención» de Alfredo Gobbi, «Don Juan» de Ernesto Ponzio, «El Arranque» de Julio de Caro, «Chiqué» de Ricardo Luis Brignolo, «La Casita de mis viejos» de Juan Carlos Cobián y Enrique Cadícamo, «Cristal» de Mores María Conturiso y «Quejas de bandoneón» de Juan de Dios Filiberto. Son a destacar las dos versiones de «Triunfal» grabadas en el mismo año y con el mismo grupo, una incluida en Piazzolla... o NO? Bailable y apizolado y la otra en unas grabaciones realizadas en Montevideo para el sello Antar. La primera es más lenta, más regular y además el timbre de la guitarra eléctrica es totalmente diferente, como si en la grabación se hubiera buscado disimular la electrificación, mientras que en la otra versión se permitió su acentuación. Piazzolla llevó su Quinteto a tocar en un baile en la confitería Nino de Vicente López, lo que lo llevó a renunciar al proyecto fue que el público no había ido a bailar, sino a escucharlo, ya que como dicen Fischerman y Gilbert: «El público de Piazzolla no buscaban a Juan D’Arienzo, Alfredo De Angelis o Osvaldo Pugliese, sino buscaban otra cosa. El Quinteto no terminó funcionando como grupo de baile, aunque hubo algún intento de así hacerlo».
Piazzolla interpreta a Piazzolla se grabó en dos sesiones el 28 y 30 de enero de 1961 con la participación de Bajour, Díaz, Malvicino y Gosis. Es el único álbum de esa primera época del Quinteto donde no hay temas cantados, con la excepción de «Berretín», todos los temas pertenecen a Piazzolla. Aquí aparecieron rasgos de estilo que serían característicos en toda la producción posterior: los elementos temáticos fuertemente contrastantes, el uso de dobles cuerdas en el contrabajo y las cadenzas románticas en el piano, el fugato, y la acentuación típica de la milonga aplicada como principio rítmico. Una gran novedad es que no solo la guitarra estaba amplificada, sino también el bandoneón, para así mezclarlo mejor con el sonido de la guitarra.

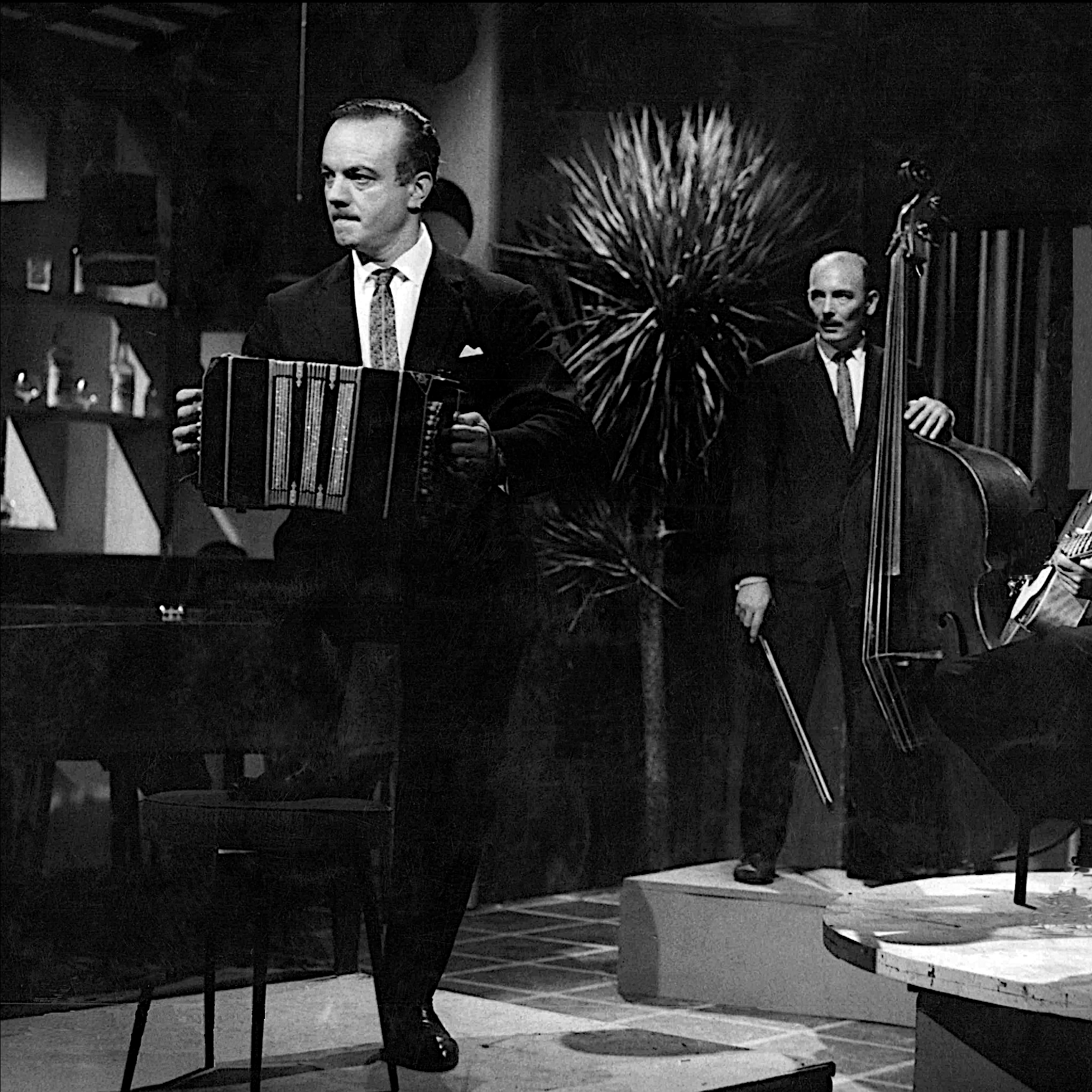
Piazzolla durante una actuación televisiva en 1962.

El próximo álbum con el Quinteto, se llamó Nuestro tiempo editado por la CBS en 1962. Tuvo algunos cambios en su formación, con Agri en violín y Osvaldo Manzí en piano. A diferencia de su álbum anterior, Piazzolla incluía tres temas cantados por Héctor De Rosas, «Rosa río», de Piazzolla y Juan Carlos Lamadrid, «Todo fue» con música del bandoneonista, y letra de su hija Diana y la clásica «Milonga triste» de Sebastían Piana y Homero Manzi. En la nota de la contraportada de Nuestro tiempo firmada por Piazzolla, se declaraba admirador de las orquestas de De Caro, Fresedo, Vardaro, Caló, Pugliese, Troilo, Francini-Portier, Stampone, Federico, y Salgán. La portada de Nuestro tiempo consiste en un cuadro abstracto de Vicente Forte. La elección puede remitir a sus días neoyorquinos, de álbumes tales como Time Out de Dave Brubeck. Forte había trabajado en la portada del álbum, escuchando la música del mismo para inspirarse.
La pieza «Imágenes 676» es un tributo al escenario donde se presentaba el Quinteto, el local de la calle Tucumán 676, tenía una gran limitación en su aforo a 70 personas. Allí llegaron a tocar el Modern Jazz Quartet, Stan Getz, Frederick Gulda y los principales referentes del jazz argentino. De las ganancias por las actuaciones ha dicho Oscar López Ruiz: «lo que ganábamos en 676 apenas alcanzaba para sobrevivir, y esto si uno no tenía demasiadas pretensiones de bataclana».

Era un lugar fino, de gran cercanía generacional entre los que iban. Nos sentíamos parte de una elite, y nos gustaba. Recuerdo el debut de Agri. A Piazzolla lo veía como un puente entre el jazz y el tango. Enterarme que había estudiado con Ginastera y Boulanger confirmaba la entidad jerárquica que presuponía. Él y Cortázar formaron parte de mis admiraciones juveniles.
Sergio Renán.

En diciembre de 1961 Piazzolla apareció junto a Troilo en el programa Mi Buenos Aires querido de Teleonce, fue una cita «en busca del tiempo perdido», según el diario El Mundo. Troilo tocó «Lo que vendrá» e invitó a Piazzolla a sumarse al bandoneón.
Eduardo Rovira y Astor Piazzolla actuaron juntos en el 676, fue en 1964, uno con el Quinteto Nuevo Tango y el otro con Agrupación Tango Moderno, quienes ya actuaban con sus instrumentos amplificados, pero tuvieron un altercado cuando en un momento el público que asistía por Piazzolla comenzaron a gritar: «¡que se retiren!» en referencia al conjunto de Rovira, ya que en el pasado ambos músicos estaban enemistados por estilos diferentes. El Quinteto respondió al desaire retirándose del local. Dos años después se repitió un desencuentro similar: «después de diez años de enfrentamientos, los dos gigantes del tango-vanguardia actuaron» escribió el diario El Mundo el 13 de marzo de 1966. Según el mismo diario, el sótano de Talcahuano al 300 donde funcionaba Gotán estaba lleno: «todo el mundo quería ser testigo del momento en el que -después de tantos años de enemistad- Eduardo Rovira y Astor Piazzolla compartían el mismo escenario», en donde cada quien había llevado su público. Pero el diario sentenció que Piazzolla y los músicos de su Quinteto abandonaron el lugar ni bien Rovira terminó su primer tango.

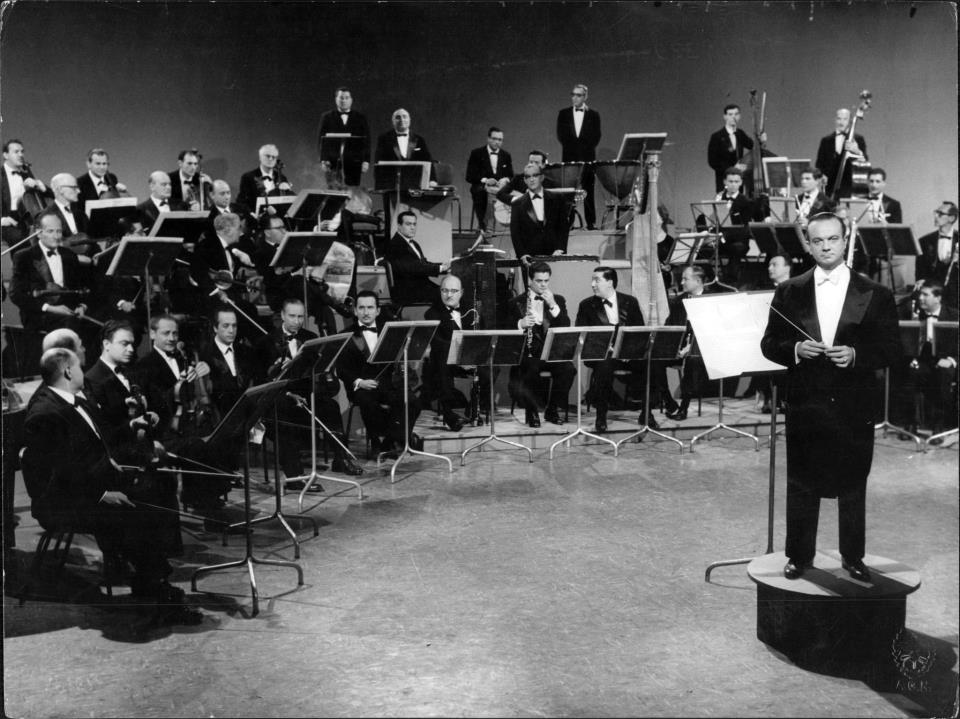
Piazzolla y su orquesta se presentan en Canal 13, en 1963.

En marzo y abril de 1963 con los mismos músicos que en su álbum anterior, el Quinteto grabó Tango para una ciudad. Es considerado una continuación de Nuestro tiempo, pero donde Piazzolla muestra un acercamiento al jazz. El álbum contiene una nueva versión de «Tres minutos con la realidad», que comienza con un tema edificado sobre la base de la escala hexatónica que Claude Debussy emplea en el segundo de sus preludios para piano, además de tener pasajes al estilo Béla Bartók (el pasaje con parecidos de «tocatta») y encadenamientos conclusivos con reminiscencias al Maurice Ravel de la Tumba de Couperin. En el álbum se pueden señalar marcadas influencias de su antiguo maestro Alberto Ginastera, sobre todo en el material de sus dos sonatas para piano. El fugaz uso de campos diatónicos formados por las teclas negras y blancas del piano en «Tango para una ciudad», proviene del segundo movimiento de la segunda sonata de Ginastera. Es posible también que Piazzolla se basó en la Cantata para la América Mágica de Ginastera de 1961 por el hecho de a partir de ese momento que Piazzola comenzó a usar con asiduidad efectos percusivos en el Quinteto, como puede verse en las diferencias entre las versiones de «Lo que vendrá» grabada en enero de 1961 y la registrada en vivo entre agosto y septiembre de 1963. En esa época también incluyó platillo y xilofón al grupo.

### Nuevo Octeto y Nuevo Quinteto de 1963
Las múltiples interpretaciones de los mismos temas en distintas épocas del Quinteto y con diversos integrantes, tuvieron tal grado de individualidad que se convirtieron en piezas de diferente carácter. Son notables las diferencias entre el violín de Szymsia Bajour, de gran precisión técnica, pero sin mucho juego a la hora del fraseo, con el de Elvino Vardaro, expresivo, pero con un sonido más pobre, y el de Antonio Agri, que a partir de 1962 con su sonido brillante su entonación perfecta, los glissando, y las suciedades provocadas en el timbre con fines expresiones, que frecuentemente recuerdan a Grappelli, le dio a ese Quinteto de la década de 1960 su color definitivo.

El asombro y la valoración de los músicos de jazz que llegaban a Buenos Aires y escuchaban ese Quinteto es explicable. Nadie como ellos podía darse cuenta de esa excepcionalidad. En 1962 o 1963 había, en todo el mundo, muy pocos grupos que pudieran sonar como el Quinteto.
Fischerman y Gilbert.

Un dato anecdótico es que algunos músicos que escucharon al Quinteto en vivo, tales como Jim Hall o Tommy Flanagan, les costaba diferenciar entre lo que estaba escrito a lo improvisado, tal calibre era la soltura con la que improvisaba el Quinteto, que: «todas las noches se levantaban de sus mesas para mirar nuestros atriles y comprobar si improvisábamos o estábamos leyendo música», dijo Horacio Malvicino sobre las presentaciones de Jamaica.
Después de grabar Piazzolla... o NO? Bailable y apizolado el Quinteto viajó a Río Gallegos, el viaje a la Patagonia se hizo en condiciones duras, durmieron en hoteles sin baño privado y regresaron con escasas ganancias en sus bolsillos. Similares circunstancias se repitieron en Córdoba, Mendoza o Río Hondo donde participaron de un Festival de Cine, para después seguir recorriendo Santiago del Estero, una provincia que, a principios de los sesenta, sufría de un gran atraso económico y social, los viajes duraban una gran cantidad de horas, e iban en un auto del bandoneonista que no estaban en las mejores condiciones. Piazzolla al darse cuenta de que dentro de Argentina no había muchos lugares dispuestos a recibir al Quinteto, pronto entendió la necesidad de expandirse al exterior. En 1965 el gobierno de Arturo Illia los envío a Brasil en calidad de embajadores culturales, para lo cual ya Piazzolla había entablado con anterioridad, relaciones con algunas figuras del país. El tango en Brasil para 1965 era considerado algo antiguo y anticuado, no se tenía conocimiento que existía algo renovador. Un día, Piazzolla tocó a lo último en un concierto en donde otras músicas se desarrollaron. Antes de comenzar a tocar, la gente comenzó a abandonar el recinto ante la noticia de que lo que se avecinaba era tango, sin embargo cuando el Quinteto comenzó a tocar «Muerte del ángel»:

Ante nuestros asombrados y encantados ojos, el público que se estaba retirando comenzó a volver lentamente a sus ubicaciones. La ovación que le propinaron a Astor y el entusiasmo increíble que su música despertó en ellos hicieron que, tras reiterados pedidos, tocáramos varios temas más. Creo que ése fue el comienzo de una relación amorosa entre Astor y los brasileños que perduraría en el tiempo.

En 1965 el Quinteto viajó por primera vez a Estados Unidos como parte de una amplia delegación cultural que incluyó a Edmundo Rivero, los Los Huanca Hua y al compositor Mario Davidovsky. Se presentó en Washington D. C., en Mount Vernon, en el estado de Virginia y en el Philharmonic Hall del Lincoln Center, en Manhattan. Se trataba de un concierto a beneficio de la Sociedad de Lucha contra el Cáncer de los Estados Unidos.
El 26 de mayo de 1965 el periódico The New York Times envió a cubrir la actuación del quinteto a Robert Shelton, el periodista que descubrió a Bob Dylan y Joan Báez, y quien fuera un temprano defensor de Frank Zappa. De esa gira en Estados Unidos se editó el álbum Concierto de Tango en el Philarmonic Hall de New York, pero el concierto verdadero no fue grabado. El sello discográfico cuyo productor era Santos Lipesker registró un álbum con las mismas canciones y con la impresión de ser un álbum en vivo. Las sesiones de grabación se llevaron a cabo en 1965 en un estudio de la calle Córdoba entre Maipú y Florida en Buenos Aires. En el álbum aparte de que se registraron piezas pertenecientes a Piazzolla, aparecen nueve composiciones que nunca antes se habían grabado, entre ellas «Tango diablo», «Romance del diablo», «Vayamos al diablo», «Canto de octubre», «Mar del Plata 70», «Todo Buenos Aires», «Milonga del Ángel», «Resurrección del Ángel» y «La Mufa», mientras que «Milonga del ángel» ha quedado por sobre los temas como un clásico en el repertorio de Piazzolla.
El álbum 20 años de vanguardia con sus conjuntos se editó en 1964, pese a que el tema «Inspiración» de donde se traza el comienzo era de 1943. El álbum hizo uso de una producción costosa, involucrando a muchos músicos, diferentes formaciones de músicos, que a su vez debían se grabados de una manera distinta, Philips y PolyGram fueron condescendientes con los deseos de Piazzolla. El álbum condensa desde la orquesta típica y la orquesta de cuerdas al Octeto y el Quinteto. Hay nuevos registros de «El recodo» y «Orgullo criollo» por una orquesta que reproducían la del 1946.
En 1965 Piazzolla cobró por 754 000 pesos (una suma alta para la época) de regalías por parte de la SADAIC, los álbumes del quinteto se vendían razonablemente bien, lo que le permitió negociar con los sello condiciones que no fueran abusivas para él.

### Proyectos con Sábato y Borges

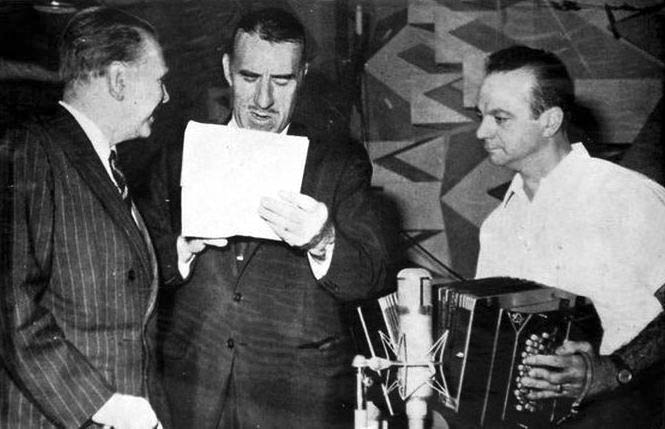
Jorge Luis Borges, Edmundo Rivero y Astor Piazzolla durante una de las sesiones de grabación del álbum El Tango, 1965.

En junio de 1963 la revista Panorama informó que Piazzolla y Ernesto Sabato estaban preparando una versión musical del libro de este último, Sobre héroes y tumbas, la pieza musical iba a llamarse Suite porteña, con puesta en escena de Saulo Benavente. Sin embargo el vínculo se iría debilitando por una serie de desafortunadas declaraciones de ambos. Sábato ya era algo crítico de ciertas formas del músico. En el citado año Piazzolla ganó el Premio Hirsch por su «Serie de tangos sinfónicos», estrenados bajo la dirección de Paul Klecky.

No estoy en todo de cuerdo con sus ideas musicales, pero lo admiro y lo estimo, y creo que tiene una notable inspiración. Pero creo que la polémica lo ha llevado a extremos que no son los caminos definitivos por los que saldrá el nuevo tango. Es joven y volverá a posiciones menos extremistas que serán definitivas en el nuevo lenguaje tanguistico de Piazzolla. Es absurdo, como pretende esos enemigos hacer hoy el tango como en 1920.
Ernesto Sabato.

El proyecto quedaría trunco luego de una serie de comentarios desafortunados de Sábato hacia Piazzolla. Para el músico, había sido ofensivo el hecho de que Sábato dijera que el tango es sentimiento, y Piazzolla entendió que su música no lo era. El vinculó se rompió y el proyecto cayó al olvido. En 1963 editó su tercer y último álbum para la CBS, Tango contemporáneo, que incluyó un breve registro de la efímera colaboración entre Sábato y Piazzolla. La «Introducción a Sobre héroes y tumbas» tiene un comienzo cuyos materiales pertenecen a «Introducción al ángel». Para este álbum también se recurrió a un artista plástico para ilustrar la portada, Osvaldo Romberg fue el encargado. El Quinteto aparece ampliado con José Bragato en violonchelo, León Jacobson en percusión y Jorge Barone en flauta. También canta Héctor De Rosas. Además de Sábato, aparece Alfredo Alcón recitando un poema de Diana Piazzolla en «Réquiem para un malandra». Este Octeto en lugar del segundo violín que había utilizado en 1955 incluye flauta y el segundo bandoneón es reemplazado por percusión. El grupo se presentó en «La Noche», el boliche del conductor televisivo Nicolás Pipo Mancera. El propio Piazzolla habla, en las notas publicadas en la contratapa del álbum, de «una renovación total de mi estilo como arreglador». Como en el Octeto anterior, hay pocas piezas nuevas de Piazzolla, solo las cantadas o recitadas, además de tangos clásicos como «Recuerdos de bohemia» y «Milonguita». Este Quinteto ampliado fue su formación preferida para sus obras escénicas, como fue un grupo similar con la adición de un percusionista para María de Buenos Aires.
Tras una serie de negociaciones Jorge Luis Borges accedió a trabajar en un álbum con Piazzolla. El músico lo invitaba a Borges regularmente a su casa para que escuchara los avances de los temas en desarrollo, las milongas que incluían sus versos «Jacinto Chiclana», «Alguien le dice al tango», «El títere» y «A Don Nicanor Paredes», para lo cual Piazzolla se sentaba al piano acompañado de su esposa Dedé quien cataba las piezas en cuestión. Pese a ciertos desencuentros entre el músico y el escritor, como el desdén con el que Borges hablaba sobre Piazzolla a su amigo Adolfo Bioy Casares: «Piazzolla no sabe leer los versos. Creo que 'aquí me pongo a cantar' tiene siete sílabas. No le llegaron noticias de la función de la sinalefa», entre muchas disonancias entre ambos, a diferencia del frustrado proyecto con Sabato, en este caso si se pudo concluir un trabajo entre ambos, y finalmente en 1965 se editó el álbum El Tango con los temas fruto de la colaboración entre ambos.

### María de Buenos Aires

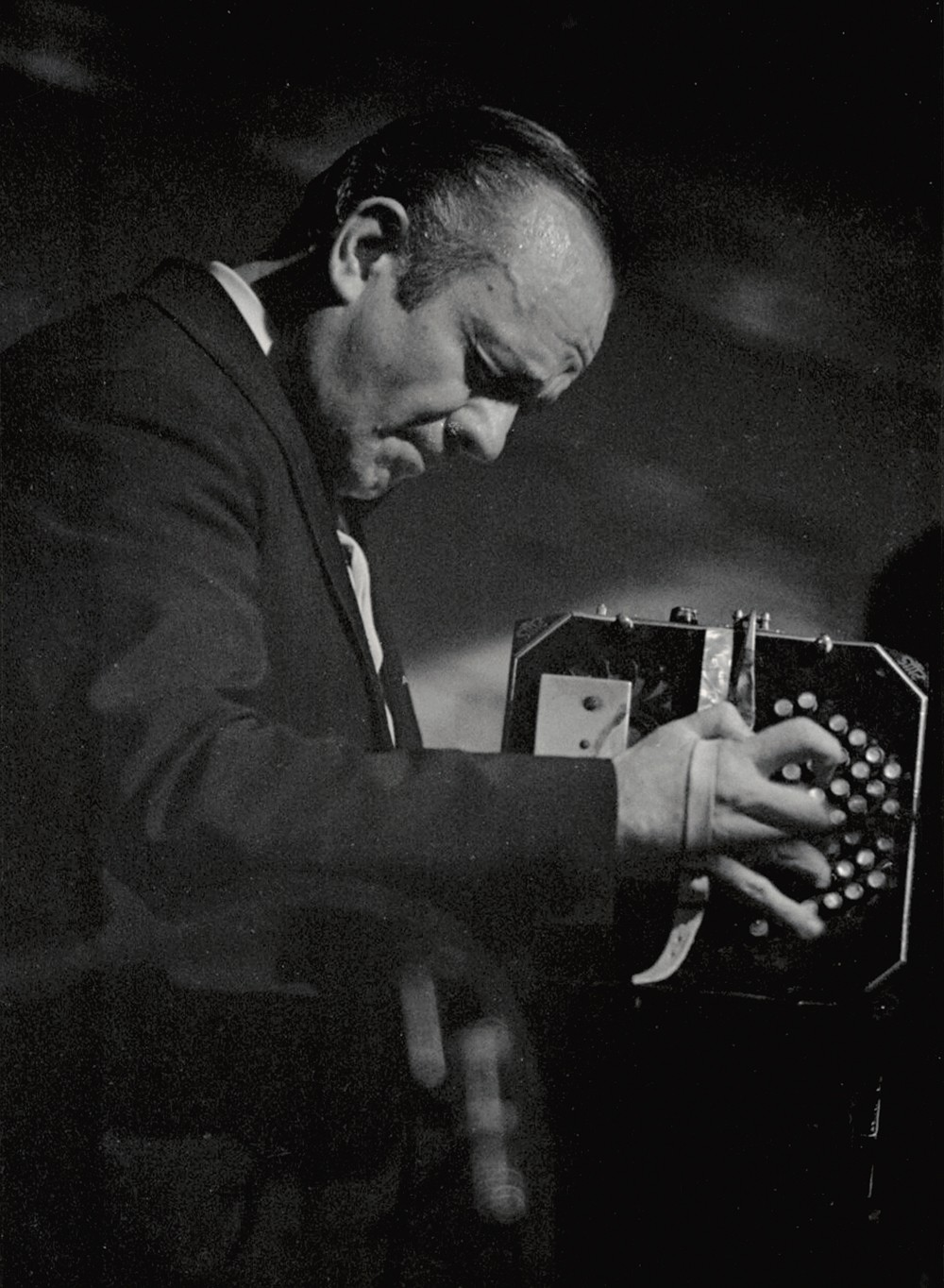
Piazzolla tocando en 1969.

Durante la segunda mitad de la década de 1960 y principios de los años 1970 surgieron una serie de operas, cantatas y oratorios pop de diverso tipo, tales como Tommy de The Who, Arthur or the Decline and Fall of the 1969 de The Kinks, Santa María de Iquique de Luis Advis, Jesus Christ Superstar de 1971, como algunos ejemplos. Por tal motivo, a comienzos de 1968, el uruguayo Horacio Ferrer, escritor de ensayos sobre tango, poeta y periodista, junto a Piazzolla concretaron lo que ellos bautizaron como su "operita", titulada María de Buenos Aires. Según Ferrer, Piazzolla en un principio quería grabar una suerte de West Side Story porteño. Pero según María Amelia Baltar (que en ese momento ya estaba de pareja con Piazzolla, pero no hicieron público el vínculo sino más adelante para evitar suspicacias sobre los dotes musicales de Baltar), el motivo era paliar la falta de dinero.
Piazzolla deseaba que su «operita» sea: «aceptada por los intelectuales y los simples», mientras que la revista Primera Plana decía: «tan solo a fines de abril se sabrá si la quimera fue lograda». La historia de María de Buenos Aires es la siguiente: en la primera parte el Duende, encarnado por Ferrer, evoca la figura de María, una muchacha humilde, que es arrojada de su barrio por fuerzas misteriosas y condenada a ser, al principio un elemento benéfico, para después transformarse en lo contrario, cuando termina «encanallada» por el bandoneón, en la segunda mitad ella desciende a los infiernos, muere y su sombra vaga por la ciudad, como parte de su trashumancia llega a un circo, tras ello decide hacer terapia sin resultado alguno, el Duende convoca a sus compañeros, quienes se lanzan a la búsqueda de un «germen». En lo alto de un andamio, la «sombra» concebirá y dará a luz a una niña, será igual a la María legendaria, este milagro tiene como testigos a las Amasadoras de Tallarines de los Domingos y a los Tres Albañiles Magos.
Las críticas a la obra fueron en general positivas, el diario Clarín dijo que se trataba de la obra más ambiciosa y lograda hasta la fecha por Piazzolla, aunque discutió el rango de opera de la misma, y puso reparos al trabajo audiovisual de Adolfo Bronowski, no obstante gran parte de las objeciones apuntaron hacia Ferrer, quién fue acusando de que su «poema» abusaba de un «lunfardo neologista que traba la rápida compresión indispensable en todo texto que ha de ser puesto en la música». La revista Primera Plana elogió la música, llegando a decir que «Piazzolla ha logrado atrapar lo que tanto perseguía», sin embargo una vez más se le reprochó a Ferrer haber recurrido a una «simbología estrafalaria» que terminó por saturar al texto de «herrumbres y chirridos estridentes», por su parte la revista Gente el 25 de julio calificó la obra de «experiencia imprescindible», siendo que Piazzolla era capaz de «tirar todo por la borda y renovarse siempre».

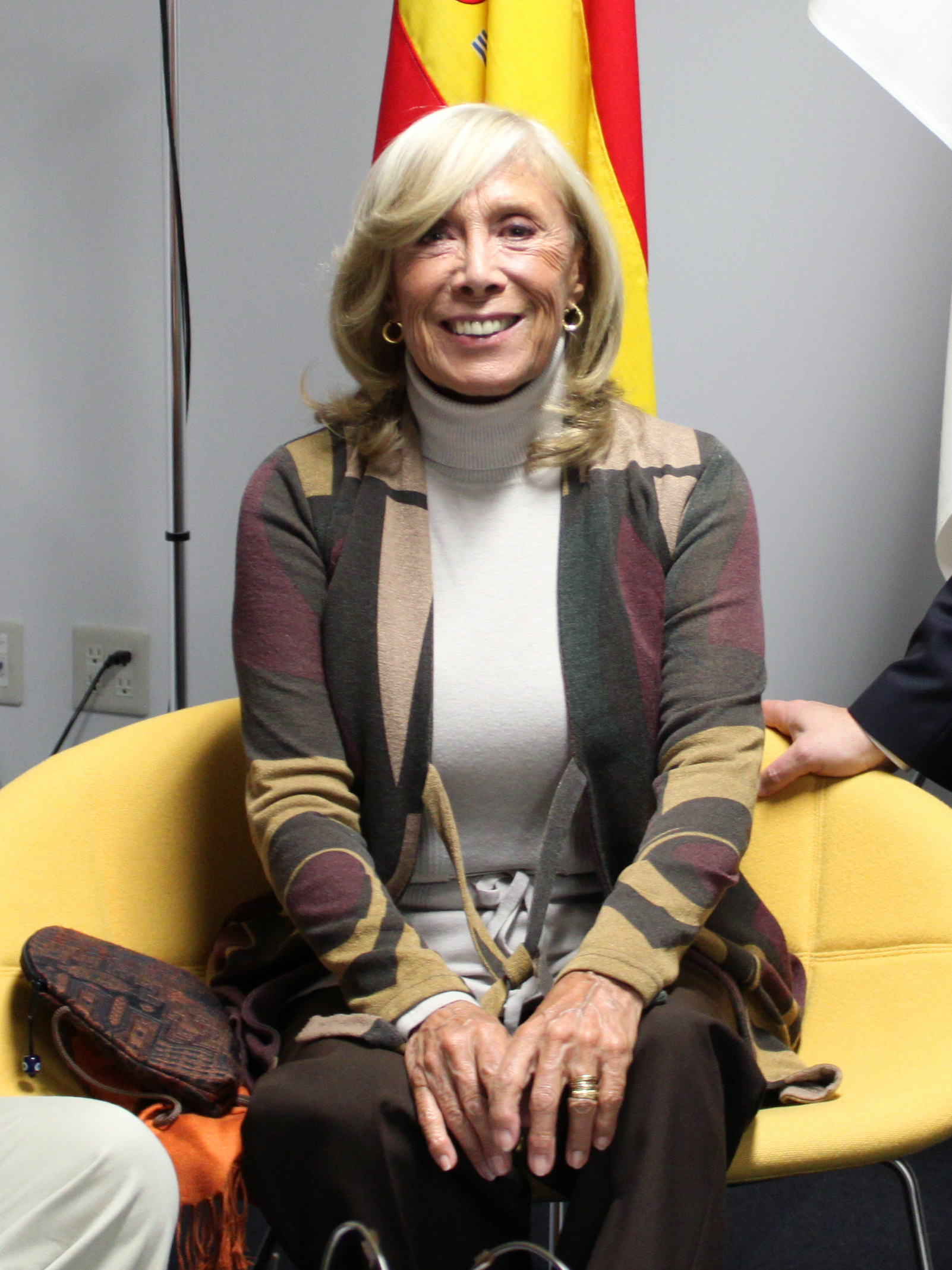
Piazzolla conoció a Amelita Baltar (foto de 2016) a finales de la década de 1960.

Rápidamente Piazzolla registró el álbum María de Buenos Aires en los estudios ION en Buenos Aires, se registró en cuatro canales, la mayor tecnología presente en ese momento en el país, pero con una gran calidad técnica por parte de los músicos ejecutantes. Alfredo Radoszynski dueño del sello discográfico dijo que a lo sumo se hicieron dos tomas por pieza. El sello Trova editó el primer álbum doble de la Argentina, con una portada que reproducía un dibujo de Hermenegildo Sábat, y vendió según Radoszysky al rededor de 350 ejemplares, un número que según el dueño del sello «por lo menos recuperamos el dineros y nos dio prestigio». Después de María de Buenos Aires Piazzolla grabó uno de sus álbumes más famosos, en donde incluyó la versión de «Adiós Nonino» más popular, y que por pertenecer a un sello chico nunca quedó descatalogado. Se grabó en dos tramos en marzo y junio de 1969 y fue publicado en 1969, también por Trova. En el tema lírico de «Adiós Nonino» aparece por primera vez el compás 3+3+2 enfatizado por un mismo acorde y utilizado con carácter épico. El álbum Adiós Nonino reivindica en lo instrumental el gesto de revisión de María de Buenos Aires convertido en una pieza de escucha únicamente, sin rememoras de los tangos de tres minutos estructurados con coplas repetidas y estribillo. La nueva versión de «Adiós Nonino» duraba más de ocho minutos, algo inusual para la industria discográfica de la época, y más en particular para la música popular argentina. El sello también editó en 1970 Pulsación, un álbum cuya primera cara estaba constituida por música grabada para la película del mismo nombre del artista plástico Carlos Páez Vilaró, mientras que su segundo lado se completaba con nuevos registros de varios instrumentales derivados de la operita María de Buenos Aires, de allí «Fuga y misterio» cobraría una gran relevancia dentro del catálogo de composiciones de Piazzolla.

### «Balada para un loco»

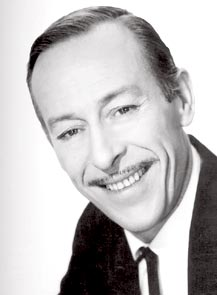
Piazzolla grabó dos versiones de «Balada para un loco», una con Amelita Baltar para el sello Columbia y otra con Roberto Goyeneche (en la imagen) para RCA.

La canción «Balada para un loco» se presentó en un concurso organizado por la Municipalidad de Buenos Aires, era parte de una Semana de Buenos Aires, que se había desarrollado entre el 8 y el 15 de noviembre y que culminó con el concierto de los finalistas del Festival en el Luna Park el 16 del citado mes, en donde participaron tanto solistas como grupos musicales, además de conjuntos de danzas tradicionales de varios países de América. La canción ganadora se elegiría por una votación popular, y también por un jugado técnico integrado en parte por personas conocidas por Piazzolla como Eduardo Lagos, Horacio Malvicino y Albino Gómez, este último recuerda:

(...) los integrantes del jurado técnico votamos para el primer premio pero que lo perdió por la decisión del voto popular, que le otorgó dicho premio al tango «El último tren» de Julio Ahumada. Ese tango tuvo una sola grabación, la del propio concurso, y nunca otra más. En cambio, la «Balada para un loco», como es sabido, constituyó un éxito mundial.
Albino Gómez.

La revista Análisis dedicó a Piazzolla y su canción la tapa del número correspondiente a la semana del 25 de noviembre al 1 de diciembre, con el título «Balada para un rebelde», al artículo se le destinaron tres páginas, el autor del artículo, Jorge Andrés relató que por el festival circularon 1300 canciones, el premio eran 5000 dólares a los compositores del mejor tema en cada uno de los géneros del concurso, los mimos eran: tradicional, tango e internacional, además de 2500 para su intérprete. La canción de Astor Piazzolla y Horacio Ferrer perdió por 9 votos contra 25, pese de conseguir para el bandoneonista y para su cancionista Amelita Baltar, la más estentórea muestra de apoyo popular que haya recibido en su prolongada carrera. Según el autor de su letra, Ferrer, reconoció que la génesis de la letra estuvo en la película Rey por Inconveniencia dirigida en 1966 por Philippe de Broca, en donde una mujer encabeza la liberación de unos locos internados en un manicomio, dentro de la película existía una vals que se aceleraba «locamente» que también sirvió de inspiración. Hubo durante el festival impugnaciones, que argumentaban que el tema no podía ser considerado tango porque en gran parte de su extensión era un vals. El tango «Hasta el último tren» ganó gracias al voto popular.

Mientras cantaba el tema, en las rondas preliminares, me gritaban «hija de perra» y cosas por el estilo. Incluso se me hacía difícil escucharme a causa de los gritos y los insultos (...) hubo presiones de poetas de izquierda, que azuzaban al público y decían que no había que votar la «Balada» porque era un tango oligarca, que hablaba de Callao y Arenales.
Amelita Baltar.

El recitado concluye con un suspenso cuando dice «me saco el melón para saludarte, te regalo una banderita y te digo...» para dar lugar al «quereme así piantao» y sobre esta última palabra la entrada de las cuerdas con el encadenamiento armónico del tema lírico de «Adiós Nonino», que también aparecería en «Balada para mi muerte». En la reexposición entraba en las cuerdas en contracanto, mientras el bandoneón y la percusión comenzaba la marcación del 3+3+2 en su vertiente épica. Piazzolla hizo su balada con la idea de que sea una canción que pudiera ser cantada fácilmente, no tenía ese forzamiento de las piezas instrumentales del Quinteto. «Es mi mejor producción. Que sea simple no quiere decir que sea pobre», le dijo Piazzolla a Bernardo Neustadt respondiendo a quienes lo criticaban por la sencillez de su canción, y por su éxito, «ahora en 'Balada', fui a una cuerda desconocida. Compuse música para cantar. Como en María de Buenos Aires. Nunca había hecho música para cantar... Pero me encontré con Horacio Ferrer...».

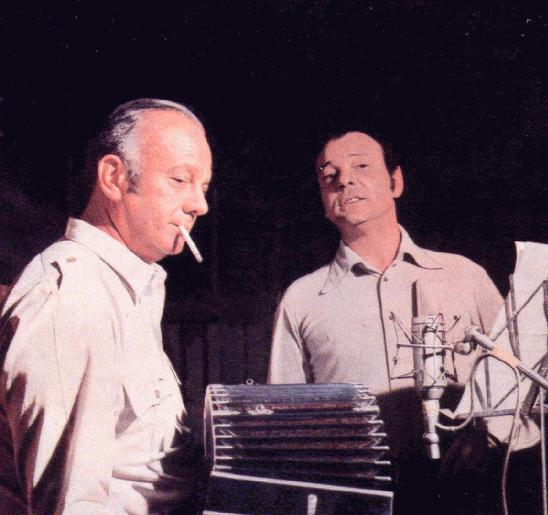
Piazzolla y Horacio Ferrer en 1970.

Originalmente el contrato para editar un disco de «Balada para un loco» pertenecía a CBS, pero Piazzolla utilizó el éxito del tema para negociar su regreso a RCA Victor, abandonando al sello Trova. El sencillo oficial con la versión del festival cantada por Amelita Baltar y con «Chiquilín de Bachín» en el lado B del sencillo salió a la venta a principios de 1970 por Columbia. La versión del festival se grabó el 13 de noviembre cuando el festival aun no había terminado, lo que demuestra la certeza que se tenía que aquel tema fuese el ganador. La canción que ocupó el segundo lado se grabó el 16 de marzo del siguiente año. Mientras Piazzolla se adelantó a grabar el mismo disco, aunque con la voz de Roberto Goyeneche para RCA, cuyas grabaciones se realizaron un 4 de noviembre, los arreglos fueron distintos a la versión del festival. Una diferencia con la versión de Goyeneche es una mayor presencia de cuerdas, y la acentuación del carácter melódico del tema. En «Chiquílin de Bachín» el arreglo era más simple del que editó Columbia, sin el contracanto de oboe y con la orquesta marcando los tiempos iniciales de cada compás. El sencillo de RCA salió primero a la venta, y meses después se editó el disco de Columbia, seguido del álbum Amelita Baltar interpreta a Piazzolla y Ferrer en donde se incluía, además de estas dos canciones, un nuevo grupo de temas, la serie de preludios, «Preludio para el año 3001», «Preludio para la Cruz del Sur» y «Preludio para un canillita», y otras baladas, «Balada para mi muerte», y «Balada para él». Algunas canciones grabadas en aquellas sesiones, pero no incluidas en aquel álbum se agregaron a otros registrados en octubre y diciembre para conformar otro álbum titulado La Bicicleta blanca. Con el fin de capitalizar el éxito de «Balada para un loco», Piazzolla editó En persona, donde Ferrer recitaba las letras de las canciones mientras Piazzolla las tocaba solo con bandoneón.
El álbum Piazzolla en el Regina de 1970 fue una gran apuesta para RCA, puesto que fue el primer álbum en vivo grabado en Argentina. La grabación se llevó a cabo en el Teatro Regina el 19 de mayo, dónde se presentó por primera vez juntas, las Cuatro estaciones porteñas, con dos piezas nuevas, «Invierno porteño» y «Primavera porteña», los otros temas eran «Buenos Aires hora cero», «Retrato de Alfredo Gobbi» y «Revolucionario» (ambos grabados en estudio y editados en un sencillo por Polydor de Uruguay en 1967) y «Kicho», un tema que reciclaba el esquema formal de «Contrabajeando».
En 1971 RCA editó el álbum Concierto para Quinteto donde Piazzolla estrenó precisamente su Concierto para quinteto, además de nuevas grabaciones de las dos Estaciones porteñas más nuevas, «Invierno» y «Primavera», grabadas en estudio. El lado B incluía seis tangos clásicos «La casita de mis viejos», «Mi refugio», «Loca bohemia», «Flores negras», «En las sombras» y «Margarita Gauthier», tocados por Piazzolla solo en un mismo día, el 22 de diciembre, y un cuarteto de bandoneones, conformado por él, Leopoldo Federico, Antonio Ríos y Rodolfo Mederos, interpretando «Recuerdos de bohemia». En 1970 Piazzolla grabó dos dúos con Aníbal Troilo, «Volver» y «El motivo» y uno más que no se incluyó en este álbum, «Milonga triste» de Troilo y Homero Manzi, une reversión de la que en la época de Nuestro tiempo, en esa versión de la milonga que en 1962, cantada Héctor De Rosas, Piazzolla en esta ocasión toca a dúo consigo mismo, haciendo uso de la tecnología multipista, emulando a músicos de rock como Brian Wilson o Paul McCartney.
En el momento en que el movimiento beat que había comenzado en 1969 en el país, se terminó de consolidar, es cuando Piazzolla comenzó a prestar más atención al rock. De allí surge la creciente duración de sus temas, la estructura de adición de sección que transitará con el Noneto, la forma en que en sus actuaciones en vivo «Adiós Nonino» se fue convirtiendo en el tema emblema del grupo, y probablemente lo más visible: la notable diferencia al comprar las fotos de Piazzolla y su grupo en la edición de María de Buenos Aires con saco y corbata, mientras que la foto que ilustra Música Popular Contemporánea de la Ciudad de Buenos Aires Volumen 1, presenta a un Piazzolla con barba y polera. El músico abandonó allí el antiguo uniforme de los sacos negros, y se entrega a mimetizarse con una apariencia actual a su tiempo.

### Conjunto 9
El nacimiento del Conjunto 9 tuvo que ver con un contrato con la Municipalidad de la Ciudad de Buenos Aires, que fijaba un mínimo de actuaciones en teatros de la ciudad, en particular el San Martín y el Centro Cultural anexo, y en algunas salas del interior. El gobierno municipal también facilitó una serie de conciertos. El rock progresivo que ya en 1970 había comenzado aparecer en Buenos Aires, se basaba en la adición de secciones mucho más que en los desarrollos temáticos. Era usual que un tema de más de diez minutos comenzara de una manera, proseguía de otra, y terminaba de una forma diferente. Los temas compuestos por el Conjunto 9 -que la palabra 'conjunto' era propio del rock en ese momento, algo que probablemente era buscado- compartían esas características, mientras que las incorporaciones clásicas como «Adiós Nonino», fueron arregladas para tal efecto.
El Noneto fue una ampliación del Quinteto, lo que hacía el Noneto era completar el cuarteto de cuerdas clásico, con un segundo violín, Hugo Baralis, una viola, Nestor Panik, y un violoncelo José Bragato, el contrabajo cumplía un papel diferenciado, además de la adicción de batería por José Corriale, quien ya había tocado para María de Buenos Aires. Aunque el sonido del grupo está entre los mejores logrados por Piazzolla, como en caso de los pasajes en «Tristeza de un Doble A», lo cierto es que Piazzolla no cambió su escritura ni instrumentos, las cuerdas, salvo el violín y algún tema ocasional asignado al violoncelo, funcionan en bloque. El trabajo de Piazzolla consistió en el arreglador que repartía voces para un nuevo instrumental más que de compositor. Se mostró en este periodo una tendencia al reciclaje de pasajes propios, como fue el caso de la introducción utilizada en las versiones en vivo de «Adiós Nonino» que formaría parte a la vez de «Vardarito» y dio píe a la canción «Los pájaros perdidos». El clasismo de las cuerdas del Conjunto 9 estuvo en las antípodas del bajo eléctrico y órgano Hammond de lo que vendría más adelante en su periodo italiano con Libertango. Tanto la formación del Conjunto 9 como lo que vendría más adelante se entiende como un agotamiento del formato de Quinteto, el mismo Piazzolla dijo en esos años que el Quinteto era su grupo amado, pero que el público le pedía otra cosa. En ocasiones especiales volvería a armar su Quinteto, pero marcaría la primera vez que Piazzolla usó músicos diferentes para grabar y tocar en vivo, ya que en la búsqueda de estar al día comenzó a buscar nuevos sesionistas para grabar en el estudio.
El 1973 marcaría el segundo año para el Noneto, pero la financiación por parte de la Municipalidad de Buenos Aires se terminó como consecuencia del 1973 turbulento para la Argentina con un cambio de gobierno. A comienzos del citado año Piazzolla grabó Música Popular Contemporánea de la Ciudad de Buenos Aires Volumen 2, pero comenzó a volver a actuar con el quinteto, según confesó el músico en su momento, tenía un bloqueo creativo: «una especie de psicosis, de miedo, de anulación». El 25 de octubre tuvo un infarto el cual trajo otras consecuencias más allá de su salud, a partir de este momento el músico solo volvería a recurrir a las cosas conocidas creadas por él antes, no volvería a tener el deseo de reinventarse, según Oscar López Ruiz:

Había hecho mucho más daño que una herida en su corazón... algo se había perdido en el bobazo. Había algo intangible que no estaba más, se había ido. Desde allí hasta el fin escribió mucho y muy bien y algunas cosa hermosas como «Años de soledad» o «Libertango», pero la audacia ya no estaba. Había perdido la capacidad y las ganas de arriesgar, de buscar límites más lejanos, de cambiar todo, y me parece que buscaba consolidar lo qua encontrado, afirmar ese Astor Piazzolla en lo ya descubierto; cosechar en vez de sembrar. Siguió siendo hasta su muerte un músico fantástico, excepcional, pero la magia ya no estaba más; se había escapado entre los pliegues de la herida.
Oscar López Ruiz.

### Periodo italiano

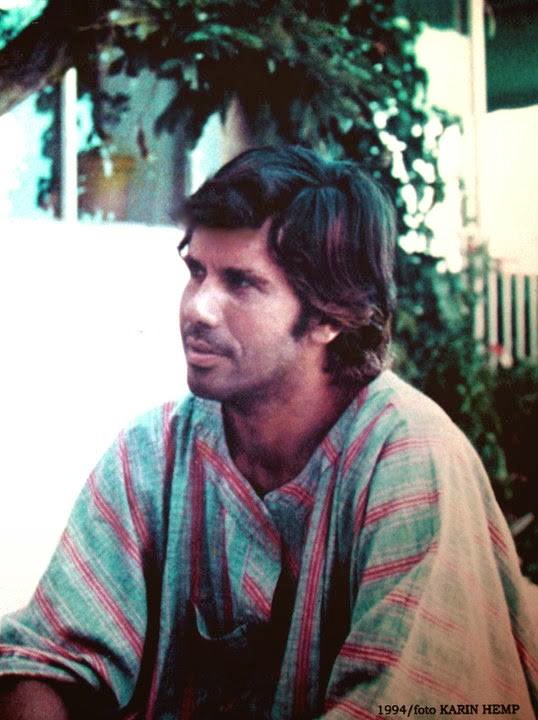
Pino Presti creó y tocó la línea de bajo de Libertango.

Para los años 1970 y en vista de la caótica situación política en Argentina, Piazzolla estaba en búsqueda de un contrato discográfico en Europa, y en marzo de 1974 el productor Aldo Pagani lo llamó por teléfono para ofrecerle un convenio: sería su representante y firmarían un contrato válido por tres años. El productor se comprometía a darle la mitad de lo que produjeran las ventas de cualquier partitura que se publicara, más 500 dólares mensuales y un departamento en Roma, a cambio de un quince por ciento de lo recaudado en las presentaciones europeas. Así luego de transladarse a Italia, en 1974 editó Libertango, un álbum que tenía un marcado enfoque rockero que el Octeto Electrónico buscaría explotar aun más, y que también hizo uso de unas cuerdas en bloque que según Diego Fischerman «estarían entre lo peor de Piazzolla», pero fue además el primer álbum mal recibido por el público argentino, tratándose para los oyentes locales, de un disco «comercial». Los álbumes que le siguieron tuvieron características similares, Persecuta de 1977, y Mundial 78 (que fue renombrado en las ediciones posteriores como Chador) de 1978 con motivo de la Copa Mundial de Fútbol de 1978 acontecida en Argentina. Durante una breve estadía en Brasil, Piazzolla grabó junto a Ney Matogrosso dos canciones, «1964» con texto de Jorge Luis Borges y «As ilhas», sobre un poema de Geraldo Eraldo Carneiro. En una entrevista del diario La Opinión de Río de Janeiro, Piazzolla hace declaraciones diferentes a las que más tarde haría en Europa y Estados Unidos: «mi trabajo puede ser llamado estrictamente música contemporánea de Buenos Aires. No tiene nada que ver con el tango tradicional. Sus temas son otros. Para mí, lo importante es sentir al pueblo, y el tango tradicional no tiene más sentido en nuestra época». En 1974 emprendió una gira Europea por Italia, Francia, España, Venezuela y Brasil, y para cerrar la gira y como último destino, Buenos Aires.

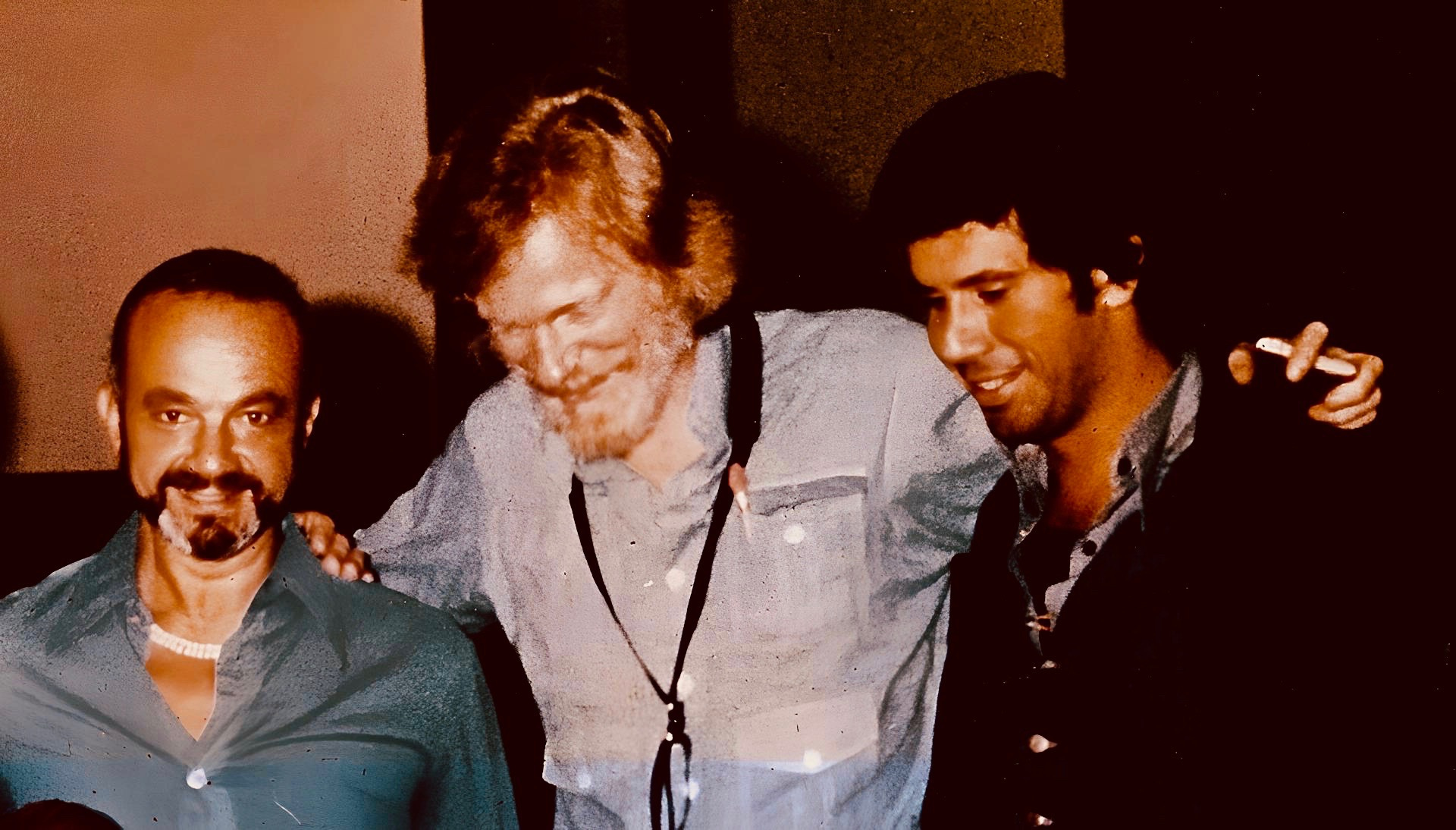
Piazzolla y Gerry Mulligan durante las sesiones de Summit, 1974.

También en 1974 se grabó y editó en Italia el álbum Summit, en colaboración con el saxofonista y jazzista estadounidense Gerry Mulligan. Fue grabado en siete sesiones, entre septiembre y octubre. Según Alan Pagani, el origen del encuentro entre los músicos se produjo a instancias de él, cuando le hizo escuchar Libertango a Mulligan, álbum que al estadounidense le gustó. Mulligan había sido de gran inspiración para la música de Piazzolla, como para la formación de su Octeto en 1955. Cuando se habló por primera vez de producir el álbum, la mitad de las composiciones serían hechas por Piazzolla, mientras que la otra parte estaría compuesta por Mulligan, un arreglo usual en estos casos para que ambos músicos cobrasen la mitad de regalías cada uno por el disco, en el jazz este tipo de álbumes son habituales. Pero Piazzolla llegó a las sesiones de grabación con todo el material compuesto por él. Fue la primera de una serie de confusiones que caldearon los ánimos de ambos, al punto que las sesiones de grabación fueron algo «tortuosas». Además del hecho de que el material era casi todo compuesto por el músico argentino, Piazzolla llegó a las sesiones con la intención de que Mulligan fuera más bien un sesionista, algo al jazzista le resultó ofensivo. Pese a ello, no quedaron rencores entre ambos. Posteriormente de la grabación del álbum, Mulligan siempre expresó palabras de admiración por Piazzolla, al punto de declarar su amistad hacia él, e incluso le dedicó un tema, «Listening to Astor». Los críticos elogiaron el álbum, que ha sido descripto como "un memorable disco de una extraña belleza", y "un evento único, totalmente exitoso", pero señalaron la escasa participación compositiva de Mulligan, como también la sumisión respecto a su interpretación, siendo a veces señalado como un sesionista más.
El 18 de marzo de 1975 murió Aníbal Troilo, y al igual que Troilo había compuesto «Responso» como homenaje a Homero Manzi tras su muerte, Piazzolla hizo su propio «responso» para homenajear a Troilo, la idea nació de su mánager Pagani, según María Azzi y Simón Collier. En palabras de Piazzolla: «la noticia de su muerte me sorprendió como un mazazo. A los pocos días todo ese cariño que sentía por el amigo me llevó al piano y compuse los cuatro movimientos, cada uno sobre los cuatro amores que tuvo el gordo, 'Bandoneón', 'Zita', 'Whisky', y 'Escolaso'». Así editó el álbum Lumière de 1976 (en Argentina se editó como Suite Troiliana) de carácter similar a los anteriores álbumes italianos. El álbum contó con la participación de Antonio Agri, a quien Piazzolla llamó especialmente para que participara de la grabación. En este nuevo álbum el músico renunció a la orquesta de cuerdas y se volcó a un grupo formado por sesionistas, que tuvo características de un grupo de jazz rock de la época.

### Octeto Electrónico

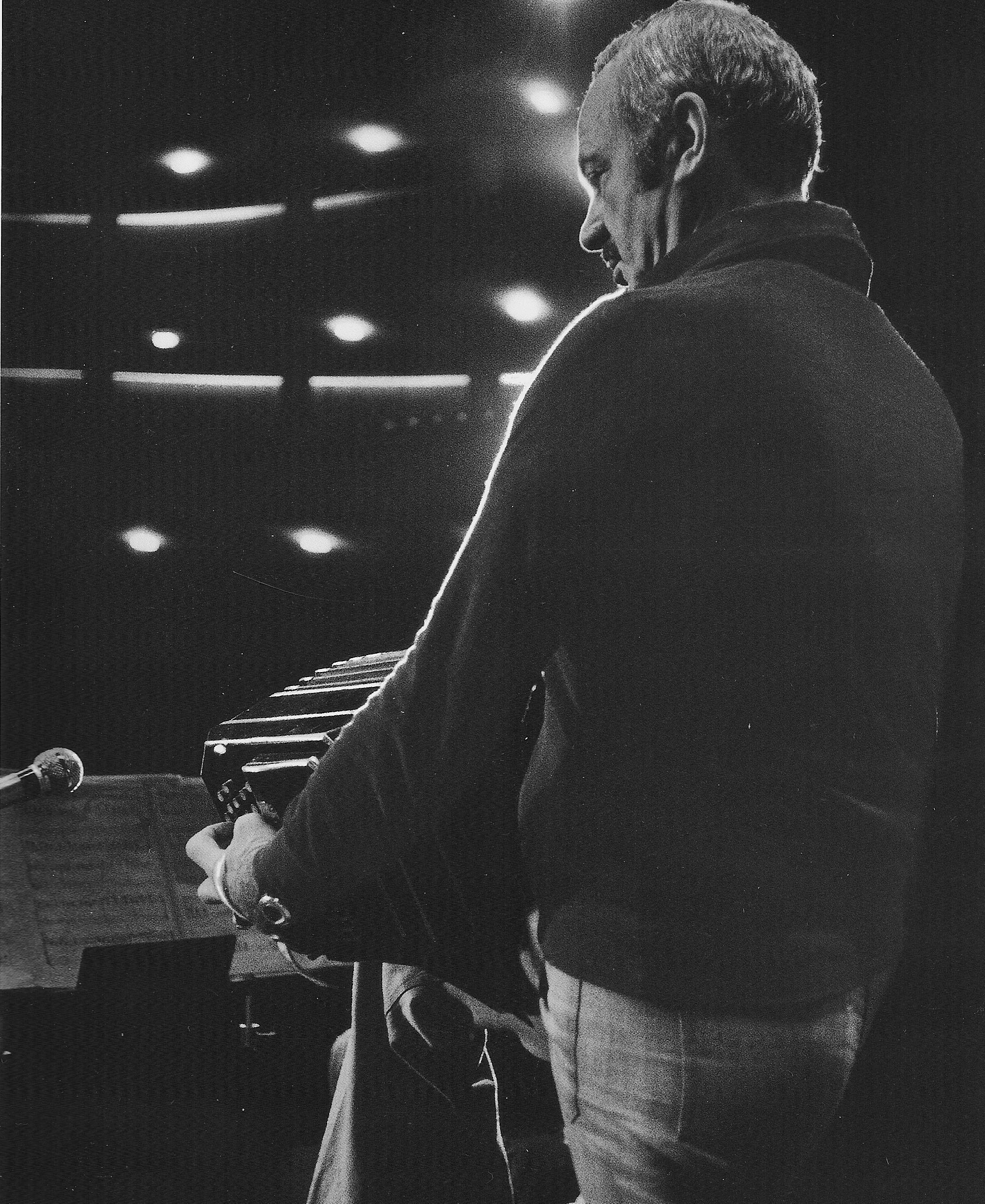
Piazzolla en 1975.

Daniel Piazzolla, hijo de Astor le hizo compañía a su padre luego del infarto que éste en 1973. En charlas, ambos admiraban los trabajos orquestales de Quincy Jones, que incluían instrumentos eléctricos en la mayoría. Pocos años después, luego de una de las varias peleas con Amelita Baltar, la pareja se separó, y ese rompimiento derivo en una de las etapas más experimentales de Astor Piazzolla, el Octeto Electrónico. El nuevo conjunto tuvo dos versiones, una de 1975 en Argentina, y otra formada en 1977 en Europa. El Octeto Electrónico siginifcó un acercamiento por parte de bandoneonista al rock. Sin embargo, Piazzolla a lo largo de su carrera tuvo una relación ambivalente con el mundo del rock. Si bien en algún momento subo dar palabras de admiración para el género, sobre todo lo tendiente al rock progresivo, en particular con el grupo Emerson Lake and Palmer, tras la escasa repercusión del nuevo Octeto, y las malas relaciones con algunos de sus músicos, Piazzolla abandonó la idea de ser parte de ese mundo, al punto de omitir dentro de sus preferencias musicales a los nombres de músicos de rock en sus entrevistas.
En un momento durante 1975, Daniel recibió un llamado de Aerolíneas Argentinas, tenía un pasaje a su nombre para ir a Italia, y decidió llevar su sintetizador porque no quería dejar sus estudios musicales, según él, su padre aún desconocía el instrumento. Daniel le enseñó el nuevo instrumento a su padre, y Astor vio las diferentes posibilidades del mismo:

Un día aburrido pregunta mi padre para qué servían tantos botones y empecé a demostrarle todas las posibilidades que tenía el instrumento. En ese momento se dio cuenta de que los efectos que hacía con la boca, silbaba a veces tipo sirena, o golpeaba al bandoneón, los podía hacer con este aparatito. Entonces empezó escribir con ese sintetizador, en un teclado de tres octavas, porque teníamos que grabar para tres películas, la Suite Troliana, y música para un disco de José Ángel Trelles. O sea que debíamos registrar como para cinco discos en dos semanas, algo en lo que el sintetizador ayudaba mucho. Las películas eran Lumière, Adiós Santiago y Viaje de Bodas.
Daniel Piazzolla.

El primer Octeto trabajo durante todo el verano de 1976 en un local llamado La Botonera en Mar del Plata. Estaba conformado por Piazzolla en bandoneón, Agri en violín, Malvicino en guitarra eléctrica, Adalberto Cevasco en bajo eléctrico, Enrique Roizner batería, Juan Carlos Cirigliano en piano, Santiago Giacobbe en órgano eléctrico, Daniel Piazzolla en sintetizadores y el cantante José Ángel Trelles. Pero la incomodidad del grupo con el violinista, que se adelantaba en el escenario para hacer sus solos y que hacía explícitas sus diferencias generacionales y estilísticas con el resto del grupo, hicieron merma en el conjunto. En Buenos Aires el grupo actuó en La Ciudad, donde se presentó el primer cambio, se reemplazó al violinista por Arturo Schneider, un sexafonista y flautista que ya había participado en María de Buenos Aires. Pero el Octeto se separó en medio de peleas y recriminaciones, durante una gira en Brasil, en donde el organizador desapareció y los integrantes se juraron no volver a tocar con Piazzolla. Sin embargo, hubo un concierto más, el 16 de diciembre en el Teatro Gran Rex. La sala durante ese último concierto se había atiborrado de gente cuya edad promediaba los viente años, y antes de que el Octeto comenzará a interpretar «Años de soledad», Piazzolla pidió que las luces iluminaran al costado izquierdo del escenario, para así «dedicar su concierto a los jóvenes creadores de Buenos Aires», allí, estuvieron presentes Charly García y Luis Alberto Spinetta y los integrantes de Alas y Maderos.
La segunda formación del Octeto Electrónico tuvo que cumplir una serie de actuaciones pactadas en Francia, Italia y Alemania a comienzos de 1977. Su hijo Daniel Piazzolla, fue quien convocó a los nuevos integrantes, el guitarrista Tomás Gubitsch (del grupo argentino Invisible), el bajista Ricardo Sanz, Osvaldo Caló, exintegrante de Los Desconocidos de Siempre, en órgano eléctrico, Luis Cerávolo en batería y el pianista Gustavo Beytelman, que vivía en París. Piazzolla casi no hablaba con aquellos músicos, y esperaba que ellos supieran tocar su música. Más tarde consideró que la nueva experiencia fue "un paso en falso":

Tocamos en el Olympia con un éxito total. Pero los franceses, que conocen muy bien mi obra, me hicieron una especie de planteo. "¿Qué le pasa, Piazzolla? ¿Qué hace con este conjunto? El mundo está lleno de guitarras y bajos eléctricos, de sintetizadores y órganos. Así es uno más, pero con instrumentos acústicos usted tiene uno de los mejores conjuntos del mundo, vuelva al Quinteto". Lo pensé y me dije: esta gente tiene razón. Yo soy Piazzolla, mi música tiene que ver con el tango. ¿Qué tengo que ver yo con la fusión jazz rock?
Astor Piazzolla.

Existieron otros factores que motivaron la disolución del grupo. La posición de Piazzolla con la dictadura argentina de 1976 provocó tensiones con Gubitsch, quién era el más politizado dentro del grupo. Durante el concierto en el Teatro de Olympia de París, de donde el conjunto grabó y se editó el álbum en vivo Olympia 77, Gubitsch tocó en la introducción de "Adiós Nonino", y sin ningún previo aviso a Piazzolla, una parte de "Hasta siempre, comandante", la canción del cubano Carlos Puebla en homenaje a Ernesto Guevara. La pista de guitarra fue borrada durante el proceso de mezcla del álbum. Otro factor fueron los enfrentamientos entre los músicos de rock del Octeto con Daniel Piazzolla, a quien menospreciaban como músico. El grupo terminó disolviéndose incluso en peores condiciones que el anterior Octeto, ya que Piazzolla en una carta de mayo de 1977 con destino a un amigo llamado Quito, llegó a decir que estaba contento por haberse sacado de encima "a esos delincuentes", además de recalcar que como músicos estaban lejos de Horacio Malvecino y su generación. En la carta también confiesa sentirse hastiado de las cuestiones políticas, dejando entrever que no había sido un asunto menor durante la gira.

### Últimos años

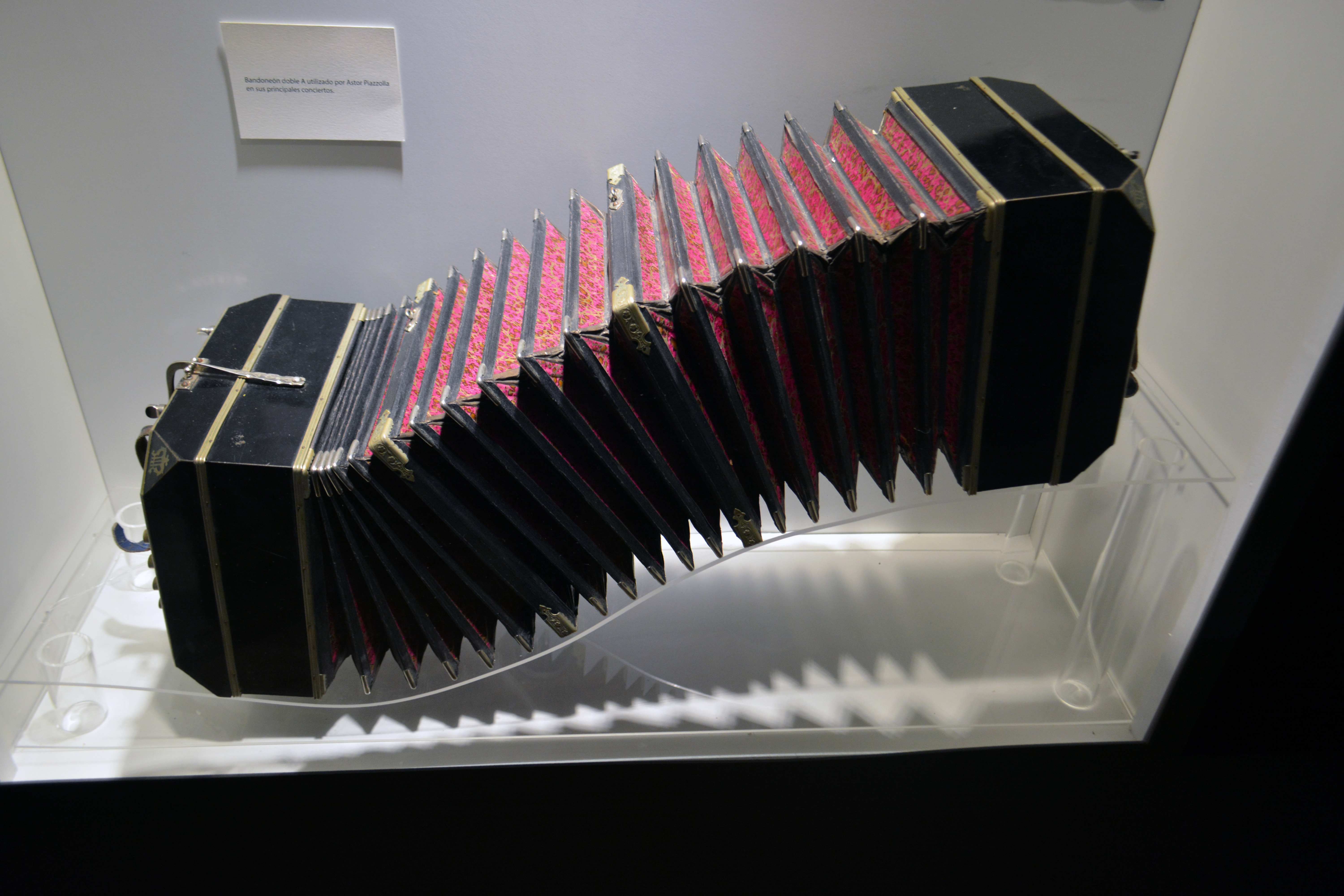
Bandoneón Doble A usado por Piazzolla.

A partir de 1978 volvió a trabajar junto al quinteto Nuevo Tango y retomó la composición de obras sinfónicas y piezas de cámara.

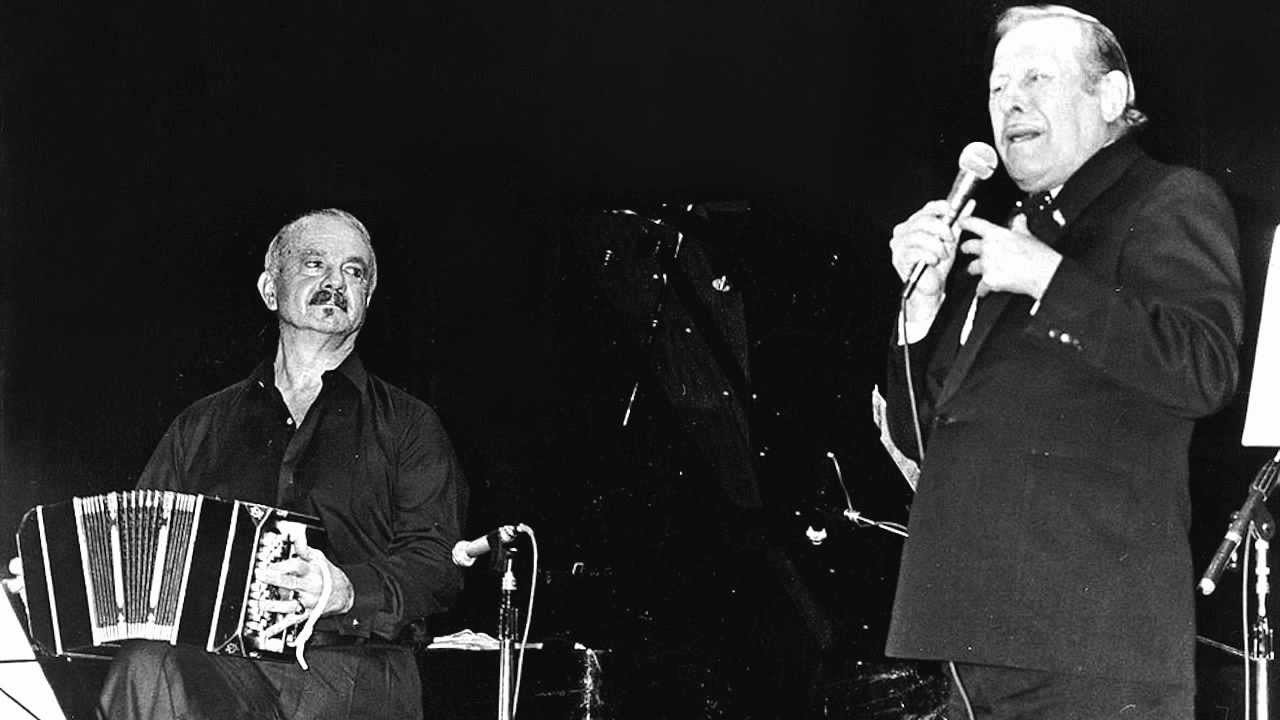
Piazzolla tocando en vivo con Roberto Goyeneche en el Teatro Regina el 2 de mayo de 1982.

En 1982 escribe Le Grand Tango, para chelo y piano, el cual estuvo dedicado al chelista ruso Mstislav Rostropóvich. 
En 1984 tocó con la cantante Milva en Bouffes du Nord en París, Francia, y en Viena, Austria, con el Quinteto Tango Nuevo donde grabó el álbum en vivo Live in Wien. Tocó en Berlín, Alemania, y en el teatro Vredenburg en Utrecht, Países Bajos, donde el director de VPRO-tv, Theo Uittenbogaard, hizo grabaciones y le permitió, para su gran placer, tocar en el contexto de la proyección en vivo extremadamente ampliada de su bandoneón. Para muchos, esta fue la mejor actuación y la mejor grabación de sonido de este episodio en su carrera.
Durante la presentación del concierto de 1984 en Utrecht, Astor Piazzolla dijo: 

Esta es nuestra música del Buenos Aires de hoy. Hemos estado tocando esta música con este grupo desde 1960. Cuando comenzamos con esta música en 1960, la gente no entendía la música. Hoy, 25 años después, todavía no se entiende esta música. Esto no es una broma, esta es la verdad. Pero hay muchos jóvenes que nos comprenden. Son los jóvenes los que piensan y miran hacia el futuro. Pero la gente que siempre mira hacia atrás nunca entenderá mi música ni la de los demás. Solo me interesa el futuro. Creo en el futuro de mi país Argentina y en el futuro del nuevo tango. Si amas nuestra música, te amamos. Si no te gusta nuestra música, también te queremos.

En 1985 fue nombrado Ciudadano ilustre de Buenos Aires, obtuvo el Premio Konex de Platino como el mejor músico de tango de vanguardia de la historia en Argentina y estrenó en Bélgica su Concierto para Bandoneón y Guitarra: Homenaje a Lieja. En 1985 regaló al grupo «Nuevos aires» su partitura «500 Motivaciones» que fue interpretada en la Sala A y B del Centro Cultural General San Martín en su homenaje al ser nombrado «Ciudadano ilustre de la Ciudad de Buenos Aires».
En 1987 viaja a Estados Unidos, donde graba en vivo en el Central Park junto a la Orquesta de St. Luke's, dirigida por Lalo Schifrin, sus obras Concierto para Bandoneón y Tres Tangos para Bandoneón y Orquesta. Durante esta etapa en los Estados Unidos también tuvo la oportunidad de grabar Tango Zero Hour, Tango apasionado, La Camorra, Five Tango Sensations (junto al Kronos Quartet) y Piazzolla con Gary Burton entre otros.
En 1988 fue operado del corazón en un cuádruple baipás y a principios del año siguiente formaría su último conjunto, el Sexteto Nuevo Tango formado por dos bandoneones, piano, guitarra eléctrica, contrabajo y violonchelo.
El 4 de agosto de 1990 sufrió una trombosis cerebral mientras se encontraba en París, cayéndose en el baño de un apart-hotel parisino. Fue internado con un infarto cerebral del que no se recuperó. Lo trasladaron a Buenos Aires el 12 de agosto, donde falleció dos años después el 4 de julio de 1992 a los 71 años. Sus restos están inhumados en el cementerio Jardín de Paz, en la localidad de Pilar.
En sus últimos diez años escribió más de 300 tangos y unas cincuenta bandas musicales de películas, entre las cuales se encuentran: Henry IV de Marco Bellocchio, Lumière de Jeanne Moreau, Armaguedon de Alain Delon, Sur, El exilio de Gardel de Fernando Solanas. En febrero de 1993, Piazzolla fue nominado de manera póstuma para los Premios Grammy en Los Ángeles por Oblivion en la categoría Mejor Composición Instrumental.

## Estilo e influencias
Una de las principales invenciones rítmicas de Piazzolla, tiene que ver con un desplazamiento del acento en el interior de la milonga y con un particular efecto de sincopa, que deriva en su forma de 8 pulsos agrupados en 3+3+2 y que introduce un principio de ambigüedad en la cerrada métrica del tango. Se trata de uno de los rasgos más característicos del músico. Hasta Piazzolla, la rítmica del tango no presentaba variantes en la métrica sino en el tempo, en los cambios de velocidad en el curso de la interpretación; con Piazzolla la rítmica del tango se enriquece en la composición del mismo, en la escritura. El uso de agrupamientos asimétricos, del tipo 3+3+2, conecta la música de Piazzolla con Bela Bartok: el músico húngaro había descubierto ese tipo de agrupamientos en el folclore de su región. A diferencia de lo que ocurre con otros intérpretes, los agrupamientos irregulares son empleados por Piazzolla con suma regularidad, como un patrón más bien estable, que le otorga al tango una propulsión completamente novedosa. La música de Piazzolla conecta con esos agrupamientos rítmicos, desde sus particulares reelaboracioes de la milonga. Podría pensarse que en Piazzolla siempre se está oyendo la milonga, ya sea en sus formas más lentas o en sus variantes. Dos cosas que eran sumamente características del tango, fueron excluidas en un momento por Piazzolla: el baile y el canto, de hecho, la naturaleza polifónica de la orquestación de Piazzolla expulsa al cantante.
La forma y el tratamiento sin embargo, se alejan notablemente de todo lo que había hecho hasta el momento dentro del campo popular. En su caso se trataba de un instrumento de poner en ese molde (una orquesta de tango estilizada, con cuerdas, bandoneón y piano concertantes), un contenido clásico (sus ejercicios de composición del periodo Ginastera). “Tres minutos con la realidad” es más una especie de mini “Rhapsody” tamizada por Bartok (el título elige la explicitación de una tensión entre realidad y actualidad, en el mundo del tango). Esa tensión aparece representada, por un lado, por los ritmos aditivos del comienzo, el solo a la Bartok del piano de "Sonata para piano" de Ginastera –recursos ya antiguos en el universo de la composición clásica pero sumamente novedoso en el contexto elegido por Piazzolla-, que estarían hablando de esa realidad atravesada por el presente. Un gesto, una pulsación que, con algunos variantes, los ritmos se irían haciendo más previsibles y regulares musicalmente a la ciudad, tomada como sujeto, y que terminarían identificando a Buenos Aires, también, para los otros, aun sus detractores.
Piazzolla pensó “Tres minutos con la realidad” como un desafío: lograr plasmar en los tres minutos de un tango esa suerte de fresco casi sinfónico –por lo menos en su expresión un poco ampulosa- de argentino recién llegado de París. Hay allí un tono de cierta grandilocuencia que, más que con la música clásica, se vincula, nuevamente, con la lectura de la música clásica realizada por Hollywood, que retornaría cada vez que Piazzolla se tentara –o tuviera la oportunidad de trabajar- con orgánicos grandes y que desaparecía o se neutralizaría cuando, a partir del Octeto comenzara a trabajar con una escala más acotada. En esas formaciones reducidas, surgidas tal vez de la imposibilidad de mantener una cierta rentabilidad con los conjuntos mayores, y sobre todo en el sintético Quinteto que invento en 1960 es donde aparece el sintético Quinteto que invento en 1960, es donde aparece el mejor Piazzolla, el que finalmente encontró una traducción posible para las lecciones de Nadia Boulanger.
Una singularidad practicidad un poco a la manera de Ellington, para aprovechar las virtudes y disimular los defectos de sus músicos: el solo de piano, en “Tres minutos con la realidad” está pensado para Jaime Gosis (que toco en esas grabaciones y en la primera formación del Quinteto), y de hecho Piazzolla dejó de hacer el tema con otros pianistas hasta que formó el Sexteto que incluyó a Gerardo Gandini, otro instrumentista al que consideró capaz de interpretar “en estilo” ese tipo de pasajes.
La revista Que! del 16 de octubre decía que Piazzolla representaba “ese plausible esfuerzo que tiende hacia el enriquecimiento del tango, ensayado con talento y ciencia”, el crítico se pregunta “si tiene sentido” llevar la experimentación “por caminos que arrían a una atomización nuestra música, sin ningún resulta digno de ser estimado”. A “Tres minutos con la realidad” lo define como un “tango hot” que “no es ni jazz ni tango”, y por último dice “Tal vez haya llegado el momento de hacer un llamado de atención al notable compositor y director. Sus tangos pertenecen al dominio de lo informe. Y lo informe es la negación del arte”. Si bien terminaba por elogiar tangos como “Prepárense” o la versión de “Flores Negras” de Julio De Caro, lo de “Tres minutos con la realidad” no había sido más que el “fragmento de cualquier baraúnda, la que puede escucharse en Once por las tardes, cuando llega un tren japonés o la que el sábado a la noche puede oírse en (la pizzería) Las Cuartetas”. Cabe resaltar que la relación de Piazzolla con los periodistas no era precisamente muy buena con consecuencia de la personalidad del músico, también tuvo una relación conflictiva con sus pares, amigos e incluso su hija Diana. Muchas de las innovaciones de Horacio Salgan o Ariel Ramírez eran bien vistas por la crítica.
El concepto de su Octeto se emparenta desde ya, con el sonido del sexteto de Julio de Caro de 1926, y con el grupo que había unido a este violinista con Elvino Vardaro, Los Virtuosos. Pero el toque definitivo, el carácter de urgencia con el que sonaba la música, esa sensación de ejecución en el límite de las posibilidades técnicas (el correlato estético de la «vida peligrosa» de los negros estadounidenses y del «compromiso» de los existencialistas franceses), venían del jazz. Podría pensarse que volvieron al jazz, si se tiene en cuenta que esa música sonó, sobre todo, para su público y en lugares donde Piazzolla compartía escenario con el Mono Villegas, con los hermanos Rubén y Gato Barbieri y con Sergio Mihanovich, Jim Hall, Art Farmer, Bill Evans y Stan Getz. La forma y el tratamiento sin embargo, se alejan notablemente de todo lo que había hecho hasta el momento dentro del campo popular. Se trataba de poner un instrumento en ese molde (una orquesta de tango estilizada, con cuerdas, bandoneón y piano concertantes), un contenido clásico (sus ejercicios de composición del periodo Ginastera).
En «Se armó» de José Staffolani y Pedro Maffia, uno de los arreglos grabados por la orquesta de Piazzolla en 1947, irrumpe el glissando que bien pude haber escuchado en Ravel o en el cine. En sus propios «Pigmalion», donde muestra un minuto de introducción instrumental «Villeguita» de 1948 en que presenta el ritmo 3+3+2 con un manejo mucho más suelto del contrapunto y la armonía, se destaca ese estilo que seduce a Noticias Gráficas. Todo es resaltado por el ajuste extraordinario de la orquesta «Del 46» donde estaba también Atilio Stampone, Hugo Baralis y Leopoldo Federico y que también contó con Roberto di Filippo, un bandoneonista que fue fundamental para Piazzolla en la construcción de su propia manera de tocar. Piazzolla años después veía una intención de cambio en sus arreglos de ese entonces pero, al mismo tiempo, reconocía que aun no tenía claro lo que quería. En 1948 disolvió la orquesta, a su juicio, era demasiado avanzada para la época.
Entre los músicos contemporáneos de quienes Piazzolla tenía como fuente de inspiración y admiraba se encuentran Alfredo Gobbi y, fundamentalmente, Osvaldo Pugliese. Este último con sus composiciones Negracha, Malandraca y La yumba se adelantó a lo que Piazzolla luego realizaría. Básicamente en la música de Piazzolla la marcación rítmica está basada en el tango Negracha compuesto por Pugliese en 1943 y grabado en 1948. Siempre hubo entre ellos una relación de respeto y admiración mutua. Pugliese hizo versiones de tangos de Piazzolla como El cielo en las manos en 1951, Marrón y azul en 1956, Nonino entre 1961 y 1962, Verano porteño en 1965, Balada para un loco en 1970 y Zum en 1976. Piazzolla a su vez grabó de Pugliese: Recuerdo en 1966 y Negracha en 1956. Compartieron unos recitales juntos en el teatro Carré de Ámsterdam, el 29 de junio de 1989. Cerraron el recital tocando juntos sus éxitos más populares: La yumba y Adiós Nonino. Ambos en una entrevista previa manifestaron su admiración y respeto mutuos y lamentaron el hecho que ese recital no se realizara en Argentina.
Entre las influencias de la música europea, podemos también citar a Johann Sebastian Bach (del periodo barroco) de quien queda notoriamente marcado su influjo en lo tocante al desarrollo de patrones armónicos, fugas y el uso del contrapunto,[cita requerida] como así también a Bela Bartok (contemporáneo). Según el baterista José Luis Properzi, su música también tiene puntos en común con la obra de los estadounidenses George Gershwin y Brian Wilson. Por otro lado, tuvo una gran admiración y conoció personalmente a Igor Stravinsky.

## Legado
Piazzolla, lejos de la posibilidad de generar un movimiento colectivo, se parece, en ese sentido, mucho más a Jorge Luis Borges que lo que podría suponerse. Ambos instituyeron sistemas de lectura, inventaron sus genealogías y crearon a partir de recortes arbitrarios. Ambos generaron estilos únicos e irrepetibles (aun imitables) a partir de enciclopedias parciales y lecturas sesgadas. Uno, Borges se declaró conservador y fue, sin embargo revolucionario. El otro, Piazzolla, aunque declara la revolución, también la logró desde un programa conservador y desde la resistencia a los rumbos que había tomado la música clásica a partir de 1950.

En 1995 la Fundación Konex le confirió el Premio Konex de Honor por su incalculable aporte a la música en Argentina.
En 1996, los días 13, 14 y 15 de junio en el Teatro Ópera de Buenos Aires se realizó un homenaje ideado por Eliseo Álvarez con el nombre de «Astortango». En dicho espectáculo actuaron destacados músicos argentinos y de todo el mundo interpretando las obras del maestro Piazzolla, entre ellos se encontraban Gary Burton, Chick Corea, Hermeto Pascoal, Jairo, Gerardo Gandini, Fernando Suárez Paz, Horacio Malvicino, Juan Carlos Cirigliano, Rodolfo Mederos, Julio Pane, Néstor Marconi, Raúl Luzzi, Arturo Schneider, Daniel Binelli, su hijo Daniel y su nieto Daniel «Pipi» Piazzolla.
En 1993, la Asociación de Música de Pesaro, por la voluntad del Maestro Hugo Aisemberg y otras personalidades de la cultura de Pesaro, fundó el Centro Astor Piazzolla.
En 2008, el aeropuerto internacional de Mar del Plata, su ciudad natal, recibió el nombre de «Aeropuerto Internacional Astor Piazzolla», en su memoria.
A partir del año 2007 se formó el quinteto radicado en Londres Fugata Quintet, con músicos graduados en la Royal Academy of Music de Londres, unidos por su común pasión por Piazzolla y su Nuevo Tango. Su nombre mismo se deriva «del segundo movimiento, «Fugata», de la Tangada-suite 'Silfo y Ondina' de Astor Piazzolla. Es un reconocimiento del quinteto, cuyo carácter y origen son principalmente clásicos, queriendo reflejar los propios orígenes clásicos del compositor, y su frecuente uso de las formas y las técnicas de composición clásicas en sus muchas y notables obras para quinteto». Formado por los músicos Antonis Hatzinikolaou (guitarra), Anastasios Mavroudis (violín), Zivorad Nikolic (acordeón), James Opstad (contrabajo) y Anahit Chaushyan (piano), están llevando a cabo en los últimos años en Londres una importante labor de difusión de la obra de Piazzolla, con exitosas actuaciones en directo y grabaciones dedicadas monográficamente a su obra en salas tan prestigiosas como el Royal Albert Hall, el Southbank Centre's Purcell Room, o The Forge, así como emisiones a través de la Radio 3 de la BBC, habiendo lanzado recientemente un aclamado álbum doble con música del compositor argentino. Entre los compositores que han sido inspirados por Piazzolla se destaca Osvaldo Golijov y Daniel Binelli.

## Filmografía
Documentales biográficos
- Piazzolla, los años del tiburón (2018), dirigida por Daniel Rosenfeld.[194][195]
- Quereme así (Piantao) (1997)

Como Intérprete
- Argentinísima (1972) dir. Fernando Ayala y Enrique Olivera
- Tango argentino (1969) dir. Simón Feldman
- Prisioneros de una noche (1962)

Música de películas
- El hombre del sábado de Leopoldo Torres Ríos (1947)
- Con los mismos colores de Carlos Torres Ríos (1949)
- Bólidos de acero de Carlos Torres Ríos (1949)
- El cielo en las manos de Enrique de Thomas (1949)
- Stella Maris de Homero Cárpena (1953)
- Sucedió en Buenos Aires de Enrique Cahen Salaberry (1954)
- Marta Ferrari de Julio Saraceni (1955)
- Continente blanco de Bernard Roland (1955)
- Los tallos amargos de Fernando Ayala (1955)
- Una viuda difícil de Fernando Ayala (1957)
- Continente blanco de Bernard Roland (1956)

- Violencia en la ciudad (1956)
- Sábado a la noche, cine de Fernando Ayala (1959)
- Quinto año Nacional (1960)
- Las furias de Vlasta Lah (1960)
- La fin del mundo (1963)
- Los que verán a Dios de Rodolfo Blasco (1963)
- Paula cautiva de Fernando Ayala (1963)
- Con gusto a rabia de Fernando Ayala (1965)
- Las locas del conventillo de Fernando Ayala (1966)
- La fiaca de Fernando Ayala (1968)
- Pulsación de Carlos Páez Vilaró (1969)
- Con alma y vida (1970)
- Cuando una ciudad despierta (1975)
- Lumière de Jeanne Moreau (1975)
- Llueve sobre Santiago de Helvio Soto (1975)
- Viaje de bodas (o Luna de miel)[196] de Nadine Trintignant (1975)
- Servante et Maîtresse (1976)
- Armaguedón de Alain Jessua (1976)
- Cadaveri eccelenti de Francesco Rosi (1976)
- ¿Qué es el otoño? de Dadid José Kohon (1977)
- El infierno tan temido de Raúl de la Torre (1979)
- Volver de David Lypszyo (1982)
- La intrusa (1982)
- Somos? (1982)
- Cuarteles de Invierno de Lautaro Murúa (1984)
- Enrico IV de Marco Bellocchio (1984)
- El exilio de Gardel de Fernando Solanas (1985)
- Sur de Fernando Solanas (1988)
- Doce monos de Terry Gilliam (1995)